# Кампания на полуострове
Кампания на полуострове (англ. Peninsula Campaign, иногда Peninsular Campaign) — военная кампания гражданской войны в США, проводившаяся Потомакской армией генерала Джорджа Макклеллана на юго-востоке Вирджинии с марта по июль 1862 года. Кампания была первым крупномасштабным наступлением федеральной армии на Востоке. План наступления предполагал переброску армии по морю на Вирджинский полуостров, в глубокий тыл противника, что позволяло стремительной атакой захватить Ричмонд. Поначалу кампания развивалась удачно, однако после того, как командование армией Юга принял генерал Роберт Ли, ему удалось заставить противника отступить, а затем и свернуть кампанию.
В начале кампании Макклеллан столкнулся с оборонительной позицией генерала Магрудера у Йорктауна, о существовании которой он не подозревал. Ему пришлось пересмотреть план стремительного наступления и приступить к серьёзной осаде Йорктауна. Однако, ввиду неравенства сил, южане сдали Йорктаун, не принимая боя, и отступили к Ричмонду. Попытка отрезать их от Ричмонда провалилась, как и попытка прорыва к Ричмонду по реке через Дрюрис-Блафф.
Тем не менее, армия Макклеллана подошла вплотную к Ричмонду и одержала небольшую победу у Хановер-Кортхауз. Понимая, что не сможет выдержать осаду, Джонстон атаковал противника у Севен-Пайнс, но сражение закончилось ничьей. Джонстон был ранен и его место занял генерал Ли. Он реорганизовал армию, усилил её дополнительными частями и начал серию наступательных сражений, известную под названием Семидневная битва. Попав под этот удар, Макклеллан решил отвести армию на более выгодную позицию у реки Джеймс и продолжить наступление. Однако он считал, что для наступления у него недостаточно сил, а правительство отказалось его усиливать. Потомакская армия ещё месяц простояла на полуострове, а 3 августа было решено вернуть её к Вашингтону.

## Предыстория
20 августа 1861 года была сформирована Потомакская армия, главнокомандующим которой стал генерал Джордж Макклеллан. 1 ноября 1861 года генерал Уинфилд Скотт ушёл в отставку и Макклеллан стал главнокомандующим всех федеральных армий. Через несколько дней он встретился с полковником Рашем Хоукинсом, который только что вернулся из Северной Каролины. Полковник полагал, что армия должна высадиться на Вирджинском полуострове и оттуда наступать на Ричмонд, прикрывая свои фланги флотом. Макклеллан заинтересовался предложением Хоукинса и начал работать над этим планом.
Понимая, что крупная десантная операция потребует колоссальных расходов, Макклеллан первым делом посвятил в свои планы государственного казначея Салмона Чейза. Чейз предполагал, что проект возможно осуществить не ранее февраля. Макклеллан сразу не поставил в известность о своих планах президента, и это было серьёзным просчётом.

### План Урбанна

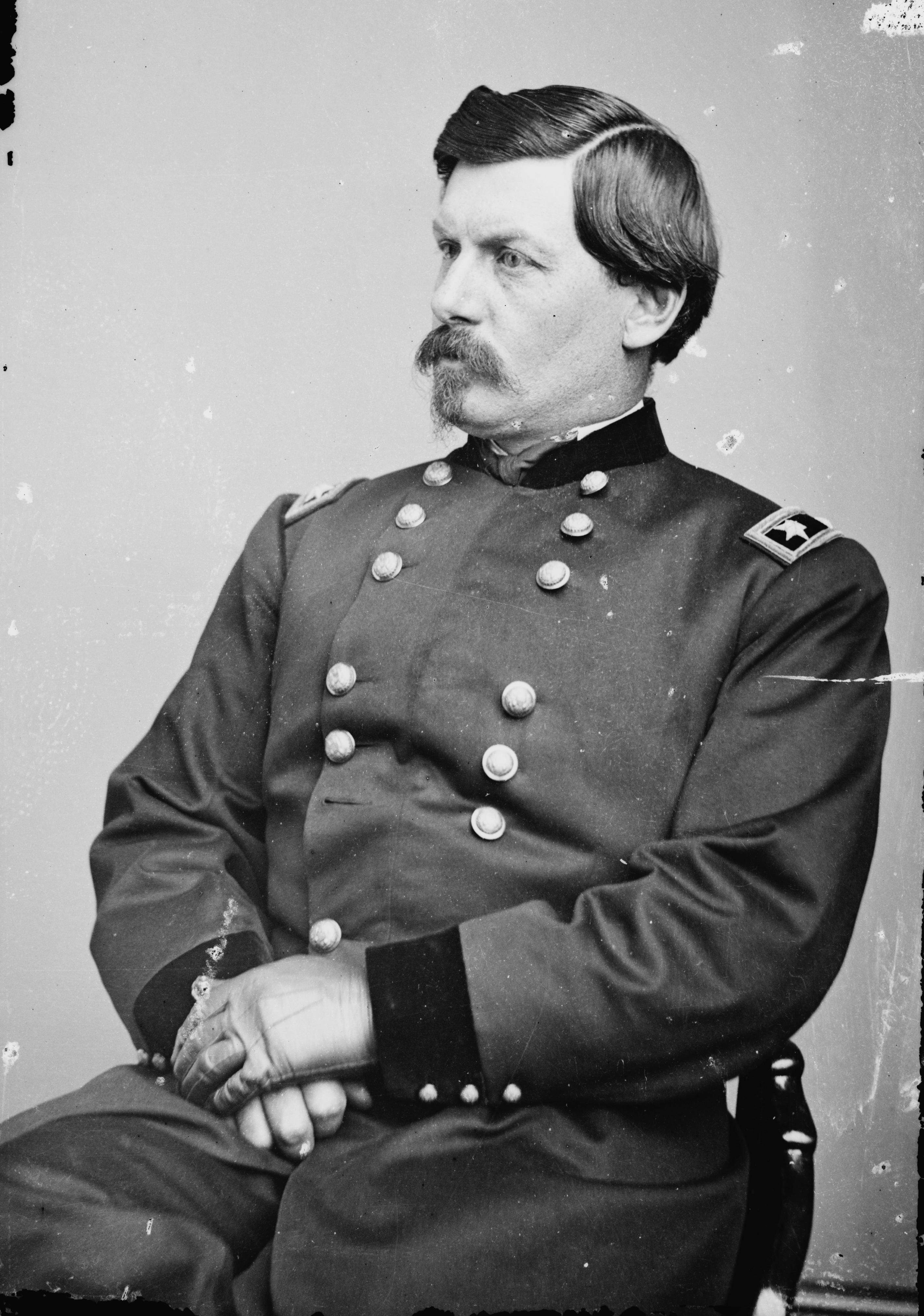
Генерал-майор Джордж Макклеллан в 1862 году

Развивая мысль Хоукинса, Макклеллан начал разрабатывать план наступления, известный впоследствии как «План Урбанна» (Urbanna Plan). Армию следовало погрузить на транспорты в мерилендском Аннаполисе и оттуда перебросить её по воде на полуостров Миддл в район городка Урбанна, который находился в 60 милях от Ричмонда. Оттуда армия должна была быстро двигаться на Ричмонд, используя реку Джеймс как линию снабжения.
План избавлял Маклеллана от необходимости штурмовать укреплённые позиции Джонстона под Манассасом. Джонстон будет вынужден отступать к Ричмонду, однако армия Макклеллана будет ближе к городу на 50 миль и, если повезет, ей удастся подойти к городу даже раньше Джонстона. По расчётам Маклеллана, для такой операции потребуется 100 000 человек, которых надо будет перебросить на полуостров двумя партиями по 50 000. Похожую операцию во время мексиканской войны осуществил Уинфилд Скотт — тогда американская армия была переброшена в тыл мексиканской армии к Веракрусу.
Впоследствии Макклеллан писал, что учитывал и иные выгоды местности: дороги на полуострове проходимы в любое время года, местность (в сравнении с северной Вирджинией) более равнинная, менее лесистая, почва более песчаная, а весна наступает на несколько недель раньше.
Между тем, президент Линкольн не был в курсе планов Макклеллана, и его очень смущало бездействие армии. Примерно 1 декабря 1862 года он предложил Макклеллану план наступления на противника в районе Манассаса и спросил, когда такое наступление может быть осуществлено. Макклеллан ответил, что разрабатывает другой план, который наверняка станет неожиданностью не только для противника, но и для самих северян. 10 января Линкольн потерял терпение и созвал в Вашингтоне совещание, на котором присутствовали генералы Макдауэлл и Франклин. Макдауэлл предложил начать наступление на суше, а Франклин высказался за десантную операцию, которая напоминала «План Урбанна». 13 января Макклеллан лично явился на очередное совещание, но снова не раскрыл своих планов, ссылаясь на то, что присутствующие недостаточно компетентны для его оценки, а также могут не сохранить его в секрете.
Линкольн устал ждать и 27 января 1862 года издал военный приказ, согласно которому Макклеллан должен был 22 февраля начать наступление по суше через Манассас на Ричмонд. Обеспокоенный Макклеллан отправился на переговоры и раскрыл наконец президенту свои планы. Линкольн отнёсся к плану весьма скептически, однако всё же дал принципиальное согласие.

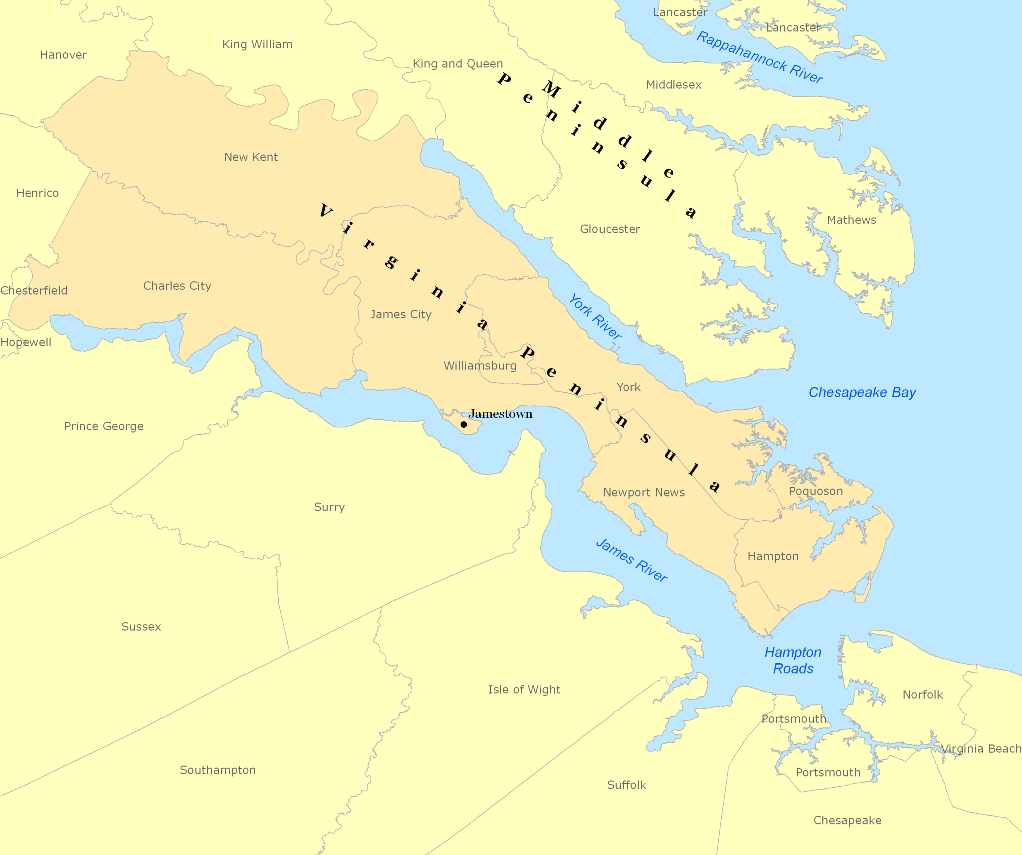
Вирджинский полуостров

Согласившись с планом в принципе, Линкольн некоторое время ещё колебался и только 27 февраля отдал распоряжение подготовить транспорты. Линкольна беспокоила возможность внезапной атаки противника на Вашингтон во время отсутствия Макклеллана. По данным разведки, южане держали под Манассасом 115 500 человек и могли стремительно ударить по Вашингтону, который находился всего в 30 милях. 8 марта Линкольн вызвал Макклеллана в Вашингтон и снова высказал свои сомнения в плане Урбанна. По его словам, ходили слухи, что весь план — предательская попытка удалить из Вашингтона его защитников и оставить его беззащитным под удар противника. Макклеллан обиделся и предложил вынести план на обсуждение военного совета. Линкольну понравилась эта идея, которая снимала с него часть ответственности, и в тот же день вопрос был поставлен на голосование. Четверо генералов (Макдауэлл, Хейнцельман, Самнер и Барнард) проголосовали против. Восемь генералов поддержали план.
9 марта Линкольн окончательно согласился на план Урбанна, однако внёс в него ряд корректив. Он потребовал оставить корпус Макдауэлла для обороны Вашингтона, а также приказал начать выполнение плана немедленно, уже 10 марта. Но было уже поздно — генерал Джонстон, опасаясь федерального наступления на Манассас, начал отход 8 и 9 марта. В результате план потерял ряд своих преимуществ и Макклеллан был вынужден изменить место десантирования. Вместо Урбанны был выбран форт Монро на Вирджинском полуострове.
11 марта Макклеллан получил ещё одно неприятное известие: президент Линкольн лишил его звания главнокомандующего федеральной армией, оставив его в должности командира Потомакской армии. Верховное руководство теперь осуществлял Линкольн лично. Многие историки полагают, что это решение президента оказало сильный отрицательный эффект. Историк Роберт Таннер писал, что после этой реорганизации федеральные силы превратились в четыре отдельных армии, которые действовали в четырёх различных направлениях, а их координацию осуществляли Линкольн и Стентон, у которых не было достаточного военного опыта. Другие (в частности, Кевин Дугерти) полагают, что указ Линкольна не повлиял всерьёз на ход компании, однако очень сильно расстроил Макклеллана.

### Проблемы разведки

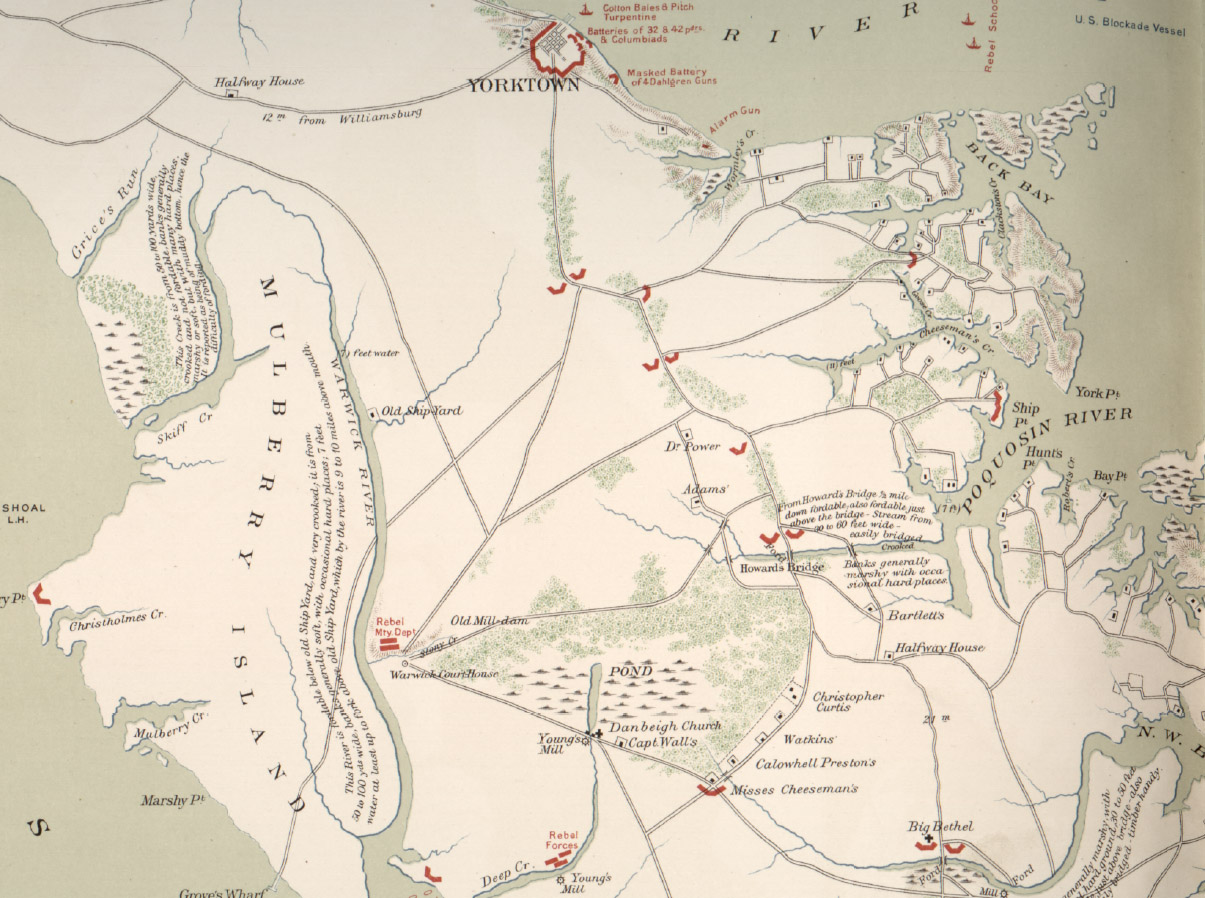
Карта окрестностей Йорктауна, составленная Вулом по запросу Макклеллана при подготовке кампании. На карте река Уорвик течёт вдоль полуострова, а не поперёк

Сбором информации о конфедератах занималось агентство Алана Пинкертона. Когда Макклеллан начал работу над планом операции, Пинкертон смог найти всего три отчёта о ситуации на Вирджинском полуострове. Пинкертон сумел навербовать множество агентов и даже войти в доверие к военному секретарю Конфедерации Джуде Бенжамину, но донесениями от агентов его информация и ограничивалась. Разведкой не было налажено взаимодействие с другими источниками информации, а Макклеллана вполне устраивала та, которую он получал от Пинкертона. Макклеллан верил в многочисленность армии Конфедерации, поэтому верил и в те завышенные подсчёты, которые передавал ему Пинкертон.
Напротив, Роберт Ли ещё в годы мексиканской войны осознал важность разведки и относился к этому вопросу со всей серьёзностью. Джеб Стюарт регулярно снабжал его информацией в ходе кампании, и отчасти именно этим объясняются успехи Ли на полуострове. Однако и у Макклеллана, и у генерала Ли была одна общая проблема — отсутствие качественных карт. Этим объясняются и неторопливость наступления Макклеллана, и логистические неудачи генерала Ли.
Даже те карты, что имелись в распоряжении Макклеллана, оказались недостаточно точны. Изучая ландшафт места будущей кампании, Макклеллан полагался на карту, которую подготовил полковник Томас Джефферсон Крэм из штаба генерала Вула. На этой карте река Уорвик (серьёзная водная преграда на пути Макклеллана) была изображена текущей вдоль полуострова параллельно реке Джеймс, а не поперёк, как должно быть. На карту не были нанесены участки, где Уорвик и её притоки образовывали густо заросшую лесом непроходимую топь. Позднее Макклеллан вспоминал, что в ходе кампании федералам трудно было получать информацию от местных жителей, потому что белое население обычно симпатизировало Конфедерации, а негры не могли сообщить ничего полезного. На вопрос о численности конфедератов в каком-либо месте они отвечали примерно одно и тоже: «Не знаю, масса, но думаю, их там за миллион».

### Подготовка
14 февраля военный секретарь Стентон начал готовиться к сбору транспортных судов, однако официальный приказ Линкольна на этот счёт поступил только 27 февраля. На следующий день, 28 февраля, военное министерство получило этот приказ и начало собирать флот. Эта задача полностью легла на военное министерство (а не на военно-морское). Суда собирались медленно, особенно транспорты для лошадей. В итоге было решено начать погрузку хотя бы некоторых дивизий. Вследствие таких задержек и корректировок погрузка пехоты на транспорты началась только 17 марта. Сам Макклеллан взошёл на пароход Commodore 1 апреля и высадился в форте Монро 2 апреля. К 4 апреля на полуостров высадилось достаточно войск для начала наступления, а 5 апреля выгрузка была полностью завершена.
Для переправы были арендованы 113 пароходов средней стоимостью 215,10 доллара в день, 118 шхун средней стоимостью 24,45 доллара в день и 28 барж средней стоимостью 14,27 доллара в день.
Масштабы транспортной операции впечатляли. 2 апреля на полуострове находилось уже 38 000 человек пяти пехотных дивизий и около сотни орудий. Всего же было перевезено 121 500 человек, около 15 000 лошадей и мулов, 1100 повозок, 44 батареи, а также мотки телеграфной проволоки, лес для понтонов, медикаменты, и множество других припасов и снаряжения.
Между тем генерал Ли только что занял должность военного советника при президенте Конфедерации и 24 марта впервые прибыл в свой офис в Ричмонде. В тот же день он получил донесения об активизации федерального флота и усиления федеральной армии в форте Монро. Ли предположил, что Макклеллан или готовится усилить отряд Бернсайда в Северной Каролине, или же собирается высаживаться на полуострове. Надо было срочно усиливать отряд Магрудера под Йорктауном, но Джонстон (который ждал наступления на своём фронте и в долине Шенандоа) согласился выделить только две бригады. Ли отправил одну Магрудеру, а вторую — Хьюджеру к Норфолку. Он нашёл ещё 1000 человек и отправил их на полуостров, но безоружными. В арсеналах Ричмонда на тот момент не оказалось даже старых кремнёвых мушкетов.

## Силы сторон
К моменту высадки у форта Монро Потомакская армия насчитывала 50 000 человек, но ко времени начала активных боевых действий её численность выросла до 121 500 человек. Армия состояла из трёх корпусов и нескольких отдельных подразделений:
- II Корпус бригадного генерала Эдвина Самнера. Дивизии: Исраэля Ричардсона и Джона Седжвика.
- III Корпус бригадного генерала Самуэля Хейнцельмана. Дивизии: Фицджона Портера, Джозефа Хукера и Чарльза Гамильтона[англ.].
- IV Корпус бригадного генерала Эразмуса Кейеса. Дивизии: Дариуса Кауча, Уильяма Смита и Сайласа Кейси[англ.].
- 1-я дивизия I корпуса, бриг. генерала Уильяма Франклина.
- Пехотный резерв бригадного генерала Джорджа Сайкса.
- Кавалерия Джорджа Стоунмана.
- Гарнизон форта Монро (12 000 чел.) под командованием Джона Вула. Когда в военном департаменте осознали, что Вул старше Макклеллана по званию, Вула срочно перевели в Балтимор.

| Командиры Союза                                                                         |
| --------------------------------------------------------------------------------------- |
| - Эдвин Самнер - Уильям Франклин - Эразмус Кейес - Фицджон Портер - Самуэль Хейнцельман |

Со стороны Юга действовала армия Джозефа Джонстона, которая с марта 1862 года иногда называлась Северовирджинской армией. Она была сведена в три крыла, каждое из которых состояло из нескольких бригад.
- Левое крыло генерал-майора Дэниеля Хилла. Бригады: Роберта Роудса, Уинфилда Фетерстона, Джубала Эрли и Габриеля Рейнса.
- Центральное крыло генерал-майора Джеймса Лонгстрита. Бригады: Эмброуза Хилла, Ричарда Андерсона, Джорджа Пикетта, Кадмуса Уилкокса, Рэлей Колстона и Роджера Приора.
- Правое крыло генерал-майора Джона Магрудера.
  - Дивизия Лафайета Маклоуза. Бригады Пола Семса, Ричарда Гриффита[англ.], Джозефа Кершоу и Хоуэлла Кобба.
  - Дивизия Дэвида Джонса. Бригады Роберта Тумбса и Джорджа Андерсона.
- Резерв под командованием генерал-майора Густавуса Смита.
- Кавалерия Джеба Стюарта

| Командиры Конфедерации                                                               |
| ------------------------------------------------------------------------------------ |
| - Густавус Смит - Джеймс Лонгстрит - Джон Магрудер - Дэниель Хилл - Бенжамин Хьюджер |

Однако на момент начала операции на вирджинском полуострове находилось только 11 000 человек под командованием генерала Джона Магрудера — эти войска были известны как «Армия Полуострова». Основная армия Джонстона (43 000 чел.) стояла около Калпепера, отряд генерала Холмса (6 000 чел.) под Фредериксбергом, а дивизия Хьюджера (9 000 чел.) обороняла Норфолк.
Магрудер перекрыл полуостров тремя оборонительными линиями. Первая располагалась в 19 километрах севернее Форта Монро. Она состояла из пехотных постов и артиллерийских редутов, но была не до конца укомплектована и предназначалась в основном для маскировки второй линии. Эта вторая линия, известная как «Warwick Line», состояла из редутов, стрелковых ячеек и укреплений за рекой Уорвик. Третья линия представляла собой серию фортов под Уильямсбергом — эти форты предполагалось занять пехотой, которая отступит от Йорктауна.
Косвенное влияние на ход кампании оказывали также войска в долине Шенандоа. В марте генерал Конфедерации Джексон «Каменная Стена» начал боевые действия против федеральных войск под командованием Натаниеля Бэнкса. Встревоженный его активностью, президент Линкольн решил удержать около Вашингтона I корпус Потомакской армии, который насчитывал 30 000 человек и который Макклеллан надеялся использовать на полуострове. В итоге небольшой отряд Джексона сумел удержать на севере Вирджинии почти 50 000 федеральных солдат.

## Боевые действия

### Битва на Хэмптонском рейде

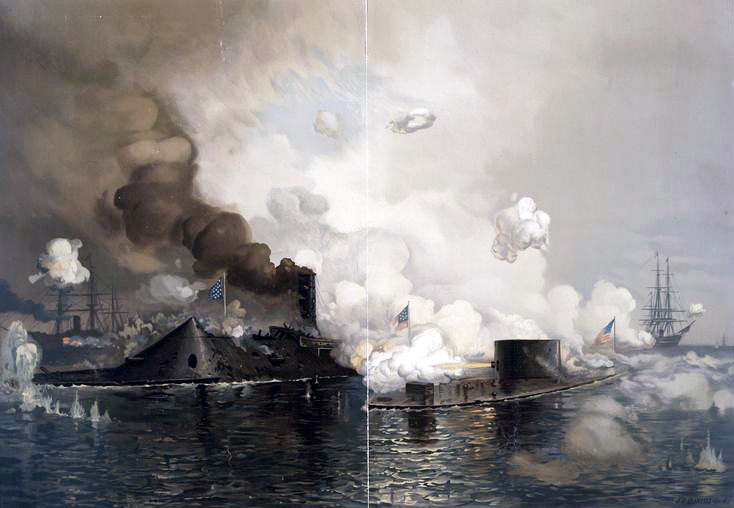
Бой «Вирджинии» с «Монитором»

Ещё до начала сухопутных действий произошло морское сражение у берегов Вирджинии, которое стало первым в истории флота боем броненосных кораблей. Ранее, 3 февраля, южане спустили на воду броненосец «Вирджиния», а 17 февраля ввели его в состав флота.
8 марта броненосец отправился в тестовое плавание вниз по реке Элизабет к Хэмптонскому рейду. Прибыв на рейд, южане обнаружили там пять федеральных фрегатов: USS Minnesota, USS Roanoke и USS St. Lawrence около форта Монро и USS Congress и USS Cumberland около Ньюпорт-Ньюс. Командир корабля решил не упускать удачного шанса и атаковать: в результате были уничтожены корабли USS Congress и USS Cumberland. 9 марта северяне ввели в бой броненосец нового типа — USS Monitor. Многочасовая перестрелка окончилась вничью, но стратегически северяне победили — броненосец «Вирджиния» уже не мог уничтожить федеральный флот у форта Монро.
Появление «Вирджинии» на реке Джеймс спутало планы Макклеллана, который теперь не мог рассчитывать на эту реку в качестве линии снабжения своей армии. Он предложил запереть «Вирджинию» в Норфолке, однако ВМФ и армия не смогли договориться о том, кто именно должен выполнить эту задачу. Макклеллану пришлось менять планы, отказываясь от использования реки Джеймс.

### Осада Йорктауна

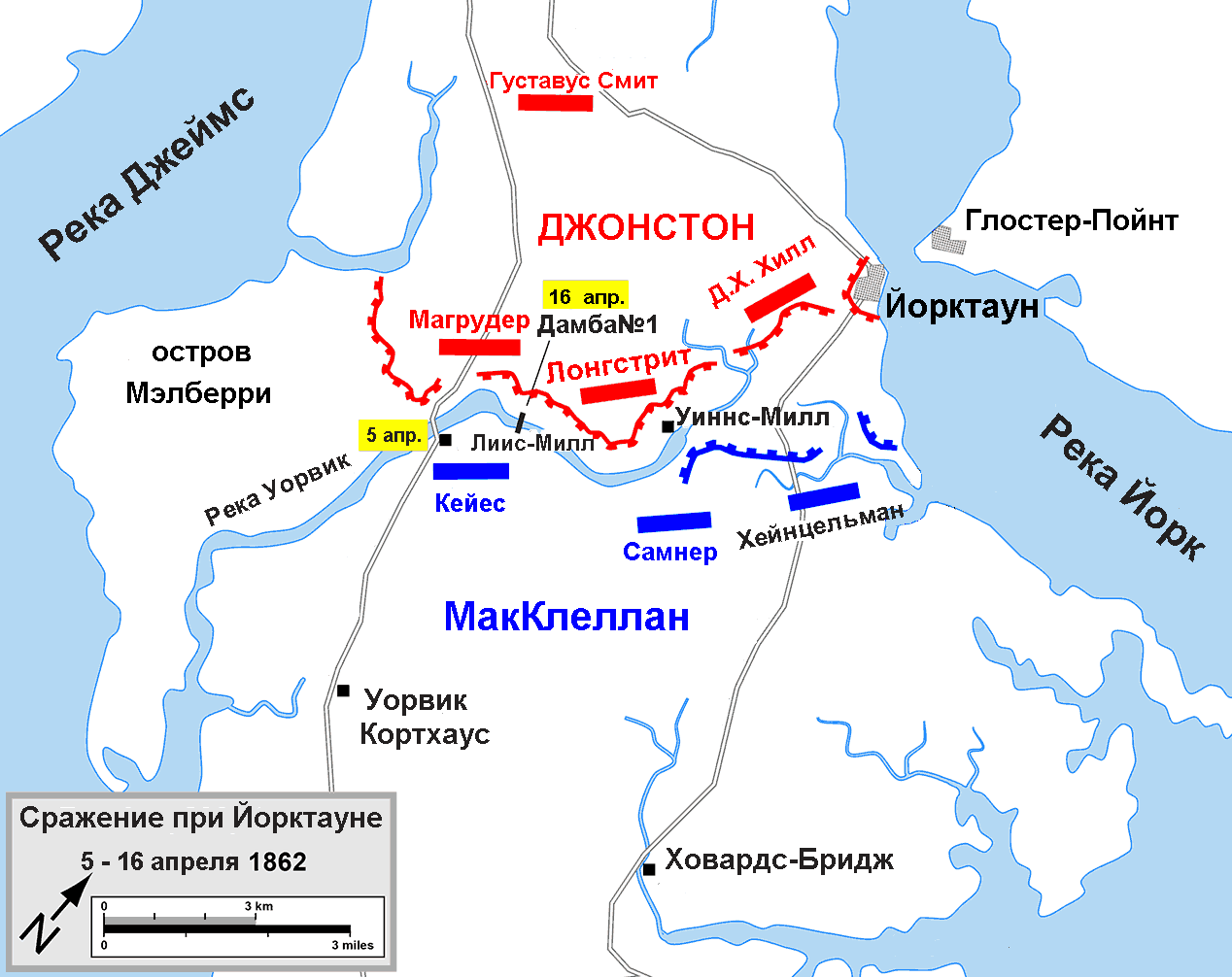
Осада Йорктауна

Первыми высадились у форта Монро дивизии Гамильтона и Портера. Они сразу провели рекогносцировку местности, и предположили, что генерал Магрудер имеет на полуострове около 15 000 человек.
План Макклеллана предполагал начать сразу после высадки наступление по полуострову, с тем, чтобы устроить крупную базу в Вест-Пойнте, в 50 милях северо-западнее форта Монро. На пути наступления находились укрепления Йорктауна, однако Макклеллан предполагал, что при помощи флота их можно будет взять за несколько часов. Для того требовались скоординированные действия армии и флота. Подобная координация имела место при взятии форта Генри, где флот смог подавить сопротивление практически без помощи пехоты. Однако Макклеллану не удалось добиться аналогичной координации на полуострове.
Макклеллан заранее запросил адмирала Луиса Голдсборо о содействии, и адмирал согласился, однако решил, что от него только требуется блокировать броненосец «Вирджиния» и не позволить ему напасть на федеральные транспорты. Макклеллан же не стал уточнять свой запрос и остался в убеждении, что Голдсборо готовится к бомбардировке Йорктауна. Историки до сих пор не выяснили, кто именно виноват в том, что координация не была налажена. Некоторые документы по этому вопросу пропали из архивов, возможно, именно потому, что виновного пытались скрыть.
По мнению историка Кевина Дугерти, конкретно Макклеллан виноват в том, что избрал неверную тактику. Ему надо было или заставить флот участвовать, или разработать план наступления, не требующий участия флота. Но он не сделал ни того, ни другого. Он стал ждать содействия флота, занимаясь между тем подготовкой осады Йорктауна, что сводило на нет все преимущества его неожиданного десанта. В результате в кампании на полуострове участвовали и армия и флот, но без координации.
Сразу по прибытии в форт Монро Макклеллан встретился с адмиралом Голдсборо и узнал, что адмирал не готов бомбардировать Йорктаун. Отчасти это объяснялось тем, что флот был занят блокированием «Вирджинии» и мог выделить только семь деревянных фрегатов, которые могли эскортировать транспорты или содействовать десанту, однако физически не могли быть использованы против укреплений Йорктауна. Тогда Макклеллан решил использовать эти фрегаты для захвата форта Глостер, где также должна была состояться высадка десанта силами корпуса Макдуэлла. 4 апреля был отправлен приказ Макдауэллу на выдвижение, но оказалось, что военное министерство решило использовать корпус для обороны Вашингтона, и тем самым атака на форт Глостер сорвалась.
Ещё 3 апреля Макклеллан решил начать наступление. В его распоряжении было 53 000 человек при 100 орудиях, что было недостаточно по его мнению, но он решил не терять время на ожидание. Военному секретарю была послана телеграмма: «Я думаю выступить отсюда завтра утром на Йорктаун, где обнаружены 15 000 мятежников в укрепленных позициях, и думаю, что они попытаются сопротивляться. Мерримак не появлялся. Коммодор Голдсборо уверен, что сможет потопить его, если тот появится».

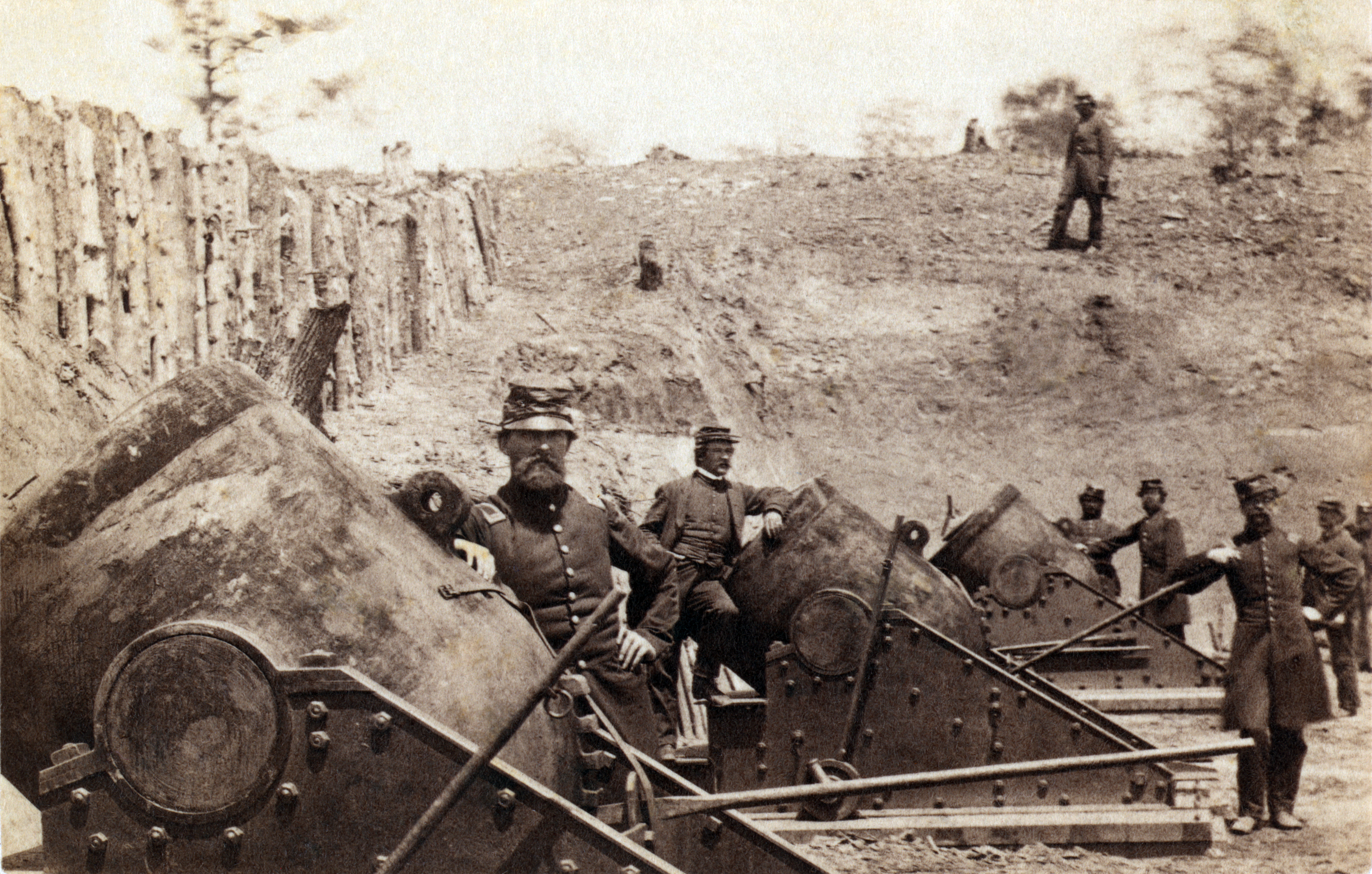
Береговые 13-дюймовые федеральные мортиры под Йорктауном

4 апреля федеральная армия начала наступление двумя колоннами. III корпус Хейнцельмана наступал по Йорктаунской дороге на город Йорктаун, а корпус Эразмуса Кейеса двинулся по Ли-Милл-Роуд, через Уорвик-Кортхауз с целью выйти во фланг Магрудеру и отрезать его от Йорктауна. Днём 5 апреля корпус Кейеса вышел к Лис-Милл, где упёрся в заболоченную реку Уорвик, которой не было на картах Кейеса и на берегах которой окопалась пехота Магрудера. Кейес решил, что атака позиций противника может привести к слишком большим потерям. Хейнцельман сообщил в рапорте примерно то же самое. На тот момент в распоряжении Магрудера было 85 тяжёлых и 55 полевых орудий на весь фронт, и это были старые гладкоствольные орудия далеко не лучшего качества. У Макклеллана были все шансы прорвать оборону Магрудера, однако вечером 5 апреля он принял решение начать осадные работы. Сам Макклеллан впоследствии объяснял свою нерешительность отсутствием корпуса Макдауэлла.
Линкольн не дал ему Макдауэлла, однако послал на полуостров дивизию Франклина численностью 12 000 человек. Она прибыла только 20 апреля, но и после этого Макклеллан её не использовал ещё две недели. Существуют предположения, что Макклеллан ещё до начала кампании готовился к позиционной войне. Возможно, именно по этой причине почти половина его артиллерии представляла собой тяжелые береговые орудия, которые невозможно применять в манёвренной войне.

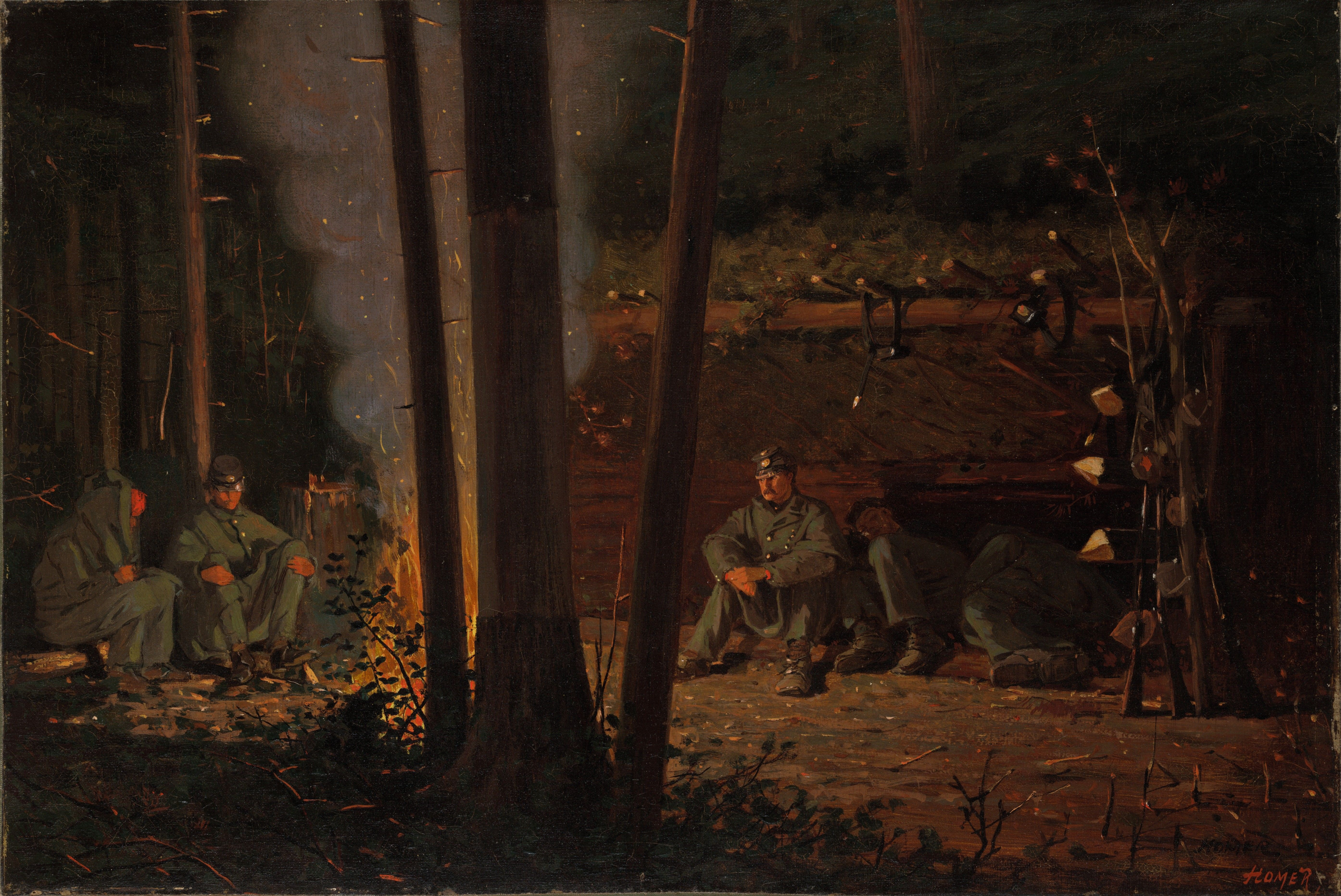
«Под Йорктауном» (Уинслоу Хомер)

В первые дни апреля командование Юга ещё не знало, где ждать главного наступления: на полуострове или в северной Вирджинии. Однако 4 апреля кавалерия Стюарта донесла, что федеральные транспорты движутся вниз по Потомаку с неизвестными целями, а Магрудер сообщил о выдвижении федеральной армии к Йорктауну. Генерал Ли решил, что эти события связаны и что северяне усиливают группировку на полуострове. Он решил переправить на полуостров три дивизии (Дэвида Джонса, Джубала Эрли и Дэниеля Хилла), оставив Джонстону 4 дивизии для прикрытия Ричмонда с севера. В итоге к 11 апреля армия Магрудера выросла до 31 500 человек, а у Джонстона осталось 28 000 человек, из них 5000 — армия Джексона в долине Шенандоа, а 1200 — кавалерия Стюарта. Пока происходили эти события, пришло сообщение из Теннесси о неудачном сражении при Шайло 7 апреля и потере острова № 10 8 апреля.
9 апреля была получена дополнительная информация о перемещениях Потомакской армии, и президент Дэвис принял решение перевести на полуостров Джонстона с двумя дивизиями — Джеймса Лонгстрита и Густавуса Смита. В северной Вирджинии остались дивизия Джексона и дивизия Юэлла (вместе 12 000 или 13 000 человек), и ещё одна бригада из дивизии Смита (под ком. Джозефа Андерсона) была временно оставлена во Фредериксберге. 13 апреля Джонстон прибыл под Йорктаун, но уже 14 апреля вернулся в Ричмонд. Был созван военный совет, на котором Джонстон объявил, что положение под Йорктауном безнадёжно. Рано или поздно федералы уничтожат укрепления Йорктауна и их флот отрежет армию южан на полуострове от Ричмонда. Он предложил немедленно отвести армию с полуострова, сдать Норфолк и Йорктаун, вывести армию Джексона из долины Шенандоа и объединёнными силами разбить Макклеллана под Ричмондом. Как вариант он предлагал попытаться осуществить вторжение на север. Военный секретарь Джордж Рэндольф высказался против, поскольку сдача Норфолка привела бы к необходимости уничтожения броненосца «Вирджиния».
Предложение Джостона поддержал Смит, против высказались Ли и Рэндольф. Лонгстрит воздержался. Президент Дэвис выслушал обе стороны и в итоге высказался за то, чтобы продолжать оборону полуострова. «Если бы был принят план Джонстона, — писал по этому поводу Фриман, — Юэлл был бы отозван к Ричмонду, Джексон не выиграл бы сражение при Винчестере месяц спустя, федеральная армия под Вашингтоном присоединилась бы к Макклеллану и Джонстон наверняка был бы разбит под Ричмондом или же был бы вынужден сдать Ричмонд. После этого Конфедерация протянула бы недолго».
15 апреля Джонстон прибыл в Йорктаун и принял командование всеми армиями под Ричмондом (Ли теперь осуществлял только общий надзор). В его распоряжении теперь было 55 633 человека, почти вдвое меньше, чем у Макклеллана. Однако Макклеллан продолжал осадные работы. 1 мая он ввёл в дело пять 200-фунтовых осадных орудий. Понимая, что не продержится долго под бомбардировкой, Джонстон принял решение отступать, но не уведомил об этом президента. Вечером 3 мая он приказал провести мощный артиллерийский обстрел федеральных позиций, а ночью начал скрытный отход из укреплений Йорктауна и Глостера, при этом бросив 77 орудий — в основном старых, исчерпавших свой ресурс. Утром 4 мая генерал Хейнцельман и профессор Тадеуш Лоув поднялись в воздух на наблюдательном воздушном шаре «Интрепид» и обнаружили, что укрепления противника пусты.

### Сражение при Уильямсберге

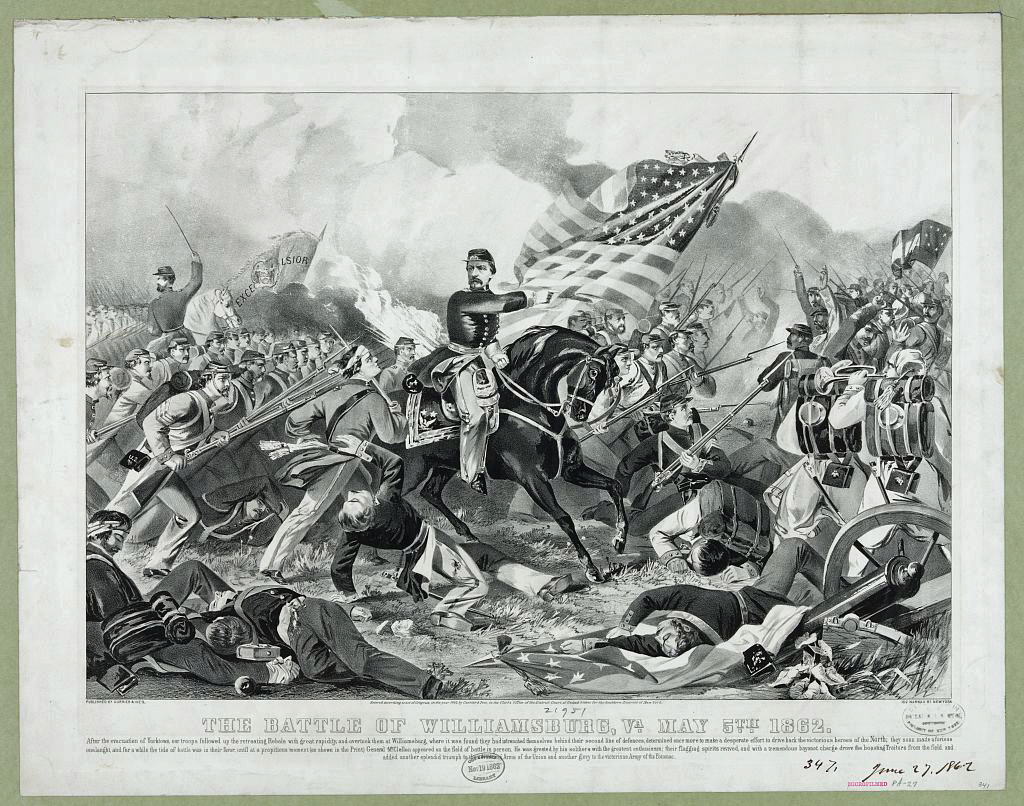
Генерал Макклеллан под Уильямсбергом

После сдачи Йорктауна генерал Джонстон смог, наконец, начать давно задуманное — отступить к Ричмонду, чтобы не дать противнику обойти свои фланги по морю. В ходе отступления он сгруппировал свои силы в четыре отряда, которыми командовали Лонгстрит, Даниель Хилл, Густавус Смит и Дэвид Джонс, который замещал больного Магрудера. 5 мая армия Джонстона медленно отступала по размокшим дорогам, а кавалерия Стюарта отбивала нападения авангардов кавалерии Стоунмана. Чтобы выиграть время на отвод обозов, Джонстон выделил часть своей армии для того, чтобы задержать наступающего противника на промежуточной позиции — около Форта Магрудер, который находился на Уильямсбергской дороге. Это привело к сражению при Уильямсберге, которое стало первым серьёзным сражением кампании на полуострове. В нём участвовало 41 000 человек армии Севера и 32 000 человек армии Юга.
Историки отмечают, что наступление федеральной армии было организовано не очень грамотно. Сам Макклеллан остался в Йорктауне, где планировал переброску корпуса Франклина в тыл противника. Преследование он поручил генералу Эдвину Самнеру, который должен был руководить III и IV корпусами, при каждом из которых имелся свой командир. Состояние дорог позволило наступать только дивизиям Хукера и Смита, в итоге под Уильямсбергом три корпусных командира командовали двумя дивизиями и вследствие неразберихи генерал Самнер, по замечанию историка Сирса, так до конца дня и не смог понять, что же происходит на его фронте.
В авангарде Потомакской армии наступала дивизия Джозефа Хукера. Эта дивизия атаковала Форт Магрудер и укрепления, которые тянулись на юго-запад от форта, но была отбита. Лонгстрит организовал контратаку и едва не разбил дивизию Хукера, которая всё утро вела бои в одиночестве. Хукер надеялся, что дивизия Смита поддержит его, но корпусной командир задержал дивизию Смита, поскольку опасался, что южане атакуют Смита на Йорктаунской дороге.
Южане действительно атаковали, но не Смита, а Хукера. Под ударом бригады Кадмуса Уилкокса дивизия Хукера начала отходить, но в 14:30 подошла дивизия Филипа Керни. Атака Керни отбросила южан назад, за их укреплённую линию. После этого до вечера продолжалась перестрелка.
Между тем бригада Уинфилда Хэнкока (из дивизии Смита) наступала правее Хукера и в полдень начала артиллерийский обстрел левого фланга Лонгстрита. Генерал Джубал Эрли решил напасть на него с фланга, но по ошибке вышел во фронт и был отбит, при этом сам получил ранение в плечо. Генерал Самнер несколько раз приказывал Хэнкоку отступить за Кэб-Крик, но Хэнкок воспользовался атакой Эрли как поводом для отказа. Пока Эрли и его 24-й вирджинский полк вели бой, подошёл 5-й северокаролинский и Дэниель Хилл послал его на помощь Эрли, но вскоре осознал, что бригада Хэнкока (3400 человек при восьми орудиях) серьёзно превосходит численно два конфедеративных полка (1200 человек без орудий). Хилл велел остановить атаку, но Хэнкок контратаковал. Эта атака впоследствии стала широко известна: Макклеллан назвал её «великолепной» (superb), что породило прозвище Хэнкока — «Хэнкок Великолепный» (Hancock the Superb).
Южане потеряли под Уильямсбергом 1682 человека, северяне — 2283. Макклеллан оценил это сражение как блестящую победу над превосходящими силами противника. Однако южане добились своей цели и задержали наступление Потомакской армии, успев отвести свою армию и обозы к Ричмонду.

### Элтамс-Лендинг

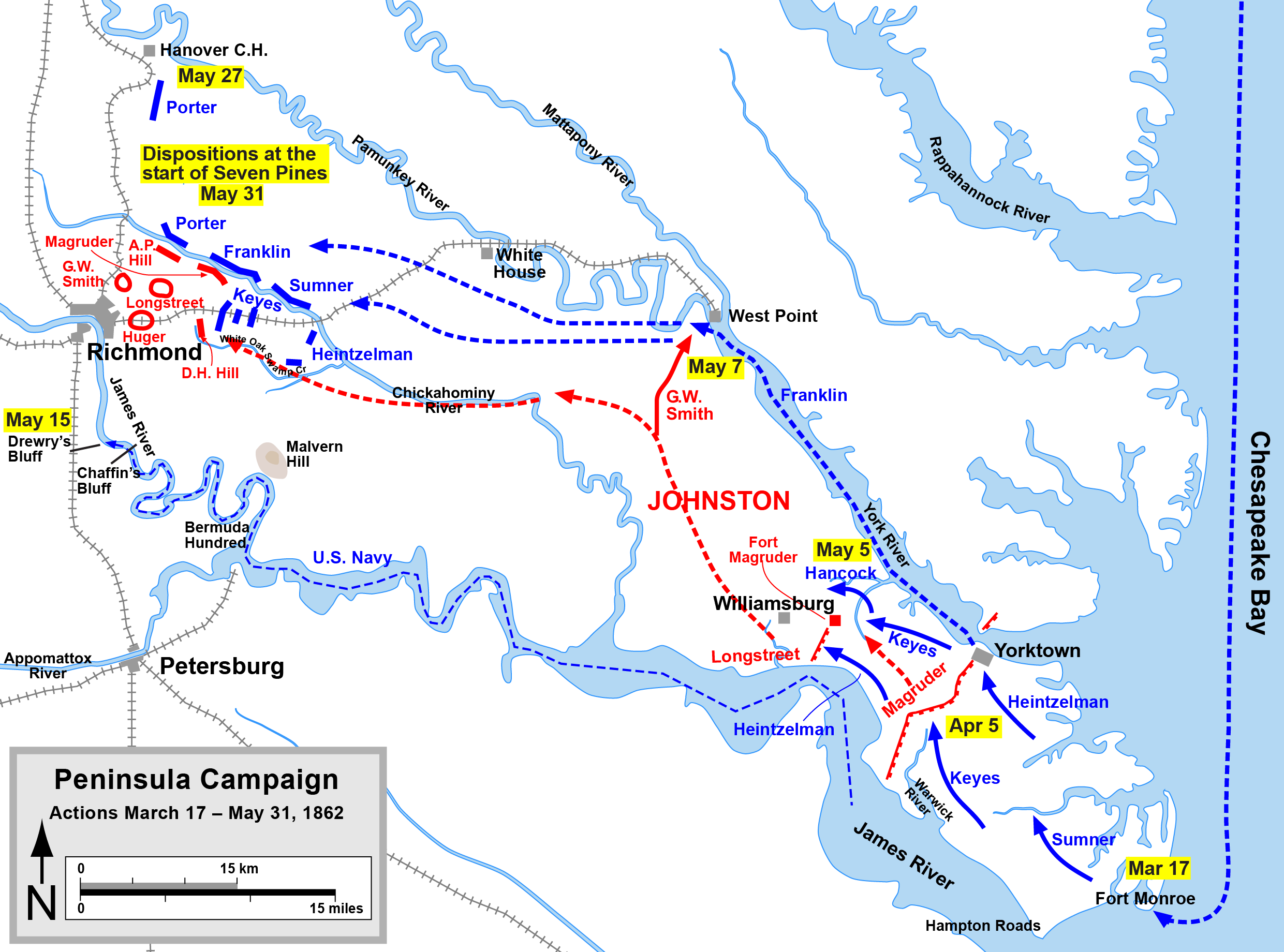
Кампания на полуострове, карта боевых действий от начала до Семидневной битвы
Южане
Северяне

Историк Кевин Дугерти писал, что одним из недостатков Макклеллана было отсутствие гибкости мышления. Составляя свои планы, он не продумывал варианты действий на тот случай, если события будут развиваться не по плану. Он должен был быть готов к отступлению Джонстона и сразу же — как только будут сданы форты Йорктауна и Глостера — ответить на это броском флота и армии вверх по реке Йорк. Но отступление противника оказалось для Макклеллана неожиданностью, поэтому он выделил для заброски в тыл только дивизию Франклина. Но и это было сделано с запозданием: Джонстон отступил 4 мая, а Франклин смог отбыть только утром 6 мая. Он был готов уже вечером 5 мая, но адмирал Голдсборо отказался отправлять транспорты ночью. В результате Франклин прибыл на участок десантирования только в полдень 6 мая, а высадка затянулась до утра 7 мая.
7 мая в 07:00 дивизия Франклина завершила высадку в Элтамс-Лэндинг — местечке, расположенном через реку от Вест-Пойнта. Если бы это было сделано 5 мая, он успел бы перерезать главную дорогу в Бэрхэмсвилле, который находился в двух милях от берега и в 18 милях от Уильямсберга, и тем перекрыть Джонстону пути отступления. Но Франклин только занял плацдарм и развернул пикетную цепь. Он решил подождать, пока подойдут остальные дивизии — Портера, Седжвика и Ричардсона.
Джонстон не имел намерения начинать сражение, но ему надо было удержать федералов на месте, пока его обозы проходят мимо через Бэрхемсвилл. Он приказал генералу Джону Худу атаковать противника, но сразу же отступить. Бригада Худа атаковала, отбросила людей Франклина к воде, а затем отступила, строго следуя инструкциям. Худ потерял всего 48 человек.
Таким образом, операция по окружению армии Джонстона сорвалась и причиной тому была в основном медлительность Франклина. Уже после войны, в письме 1884 года, он объяснил Макклеллану, что причиной его задержки была плохая погода, а также необходимость грузить на корабли артиллерию, что потребовало больших временных затрат.

### Сдача Норфолка
После сдачи Йорктауна стала невозможна также и оборона портового города Норфолк, поэтому генерал Бенжамен Хьюджер начал эвакуировать по морю имущество и гарнизон города. Броненосец «Вирджиния» прикрывал эвакуацию. В те же дни президент Линкольн прибыл в форт Монро. 7 мая он решил, что Норфолк теперь отрезан от основных сил противника и может быть легко взят. Это оставляло Вирджинию без её единственного крупного порта на Атлантическом побережье. В тот же день Линкольн узнал от дезертира, что южане эвакуируют Норфолк и Госпорт. 8 мая несколько федеральных кораблей, включая новый броненосец USS Galena, обстреляли побережье и устье реки Джеймс. Однако при появлении броненосца «Вирджиния» федеральный флот отошёл.

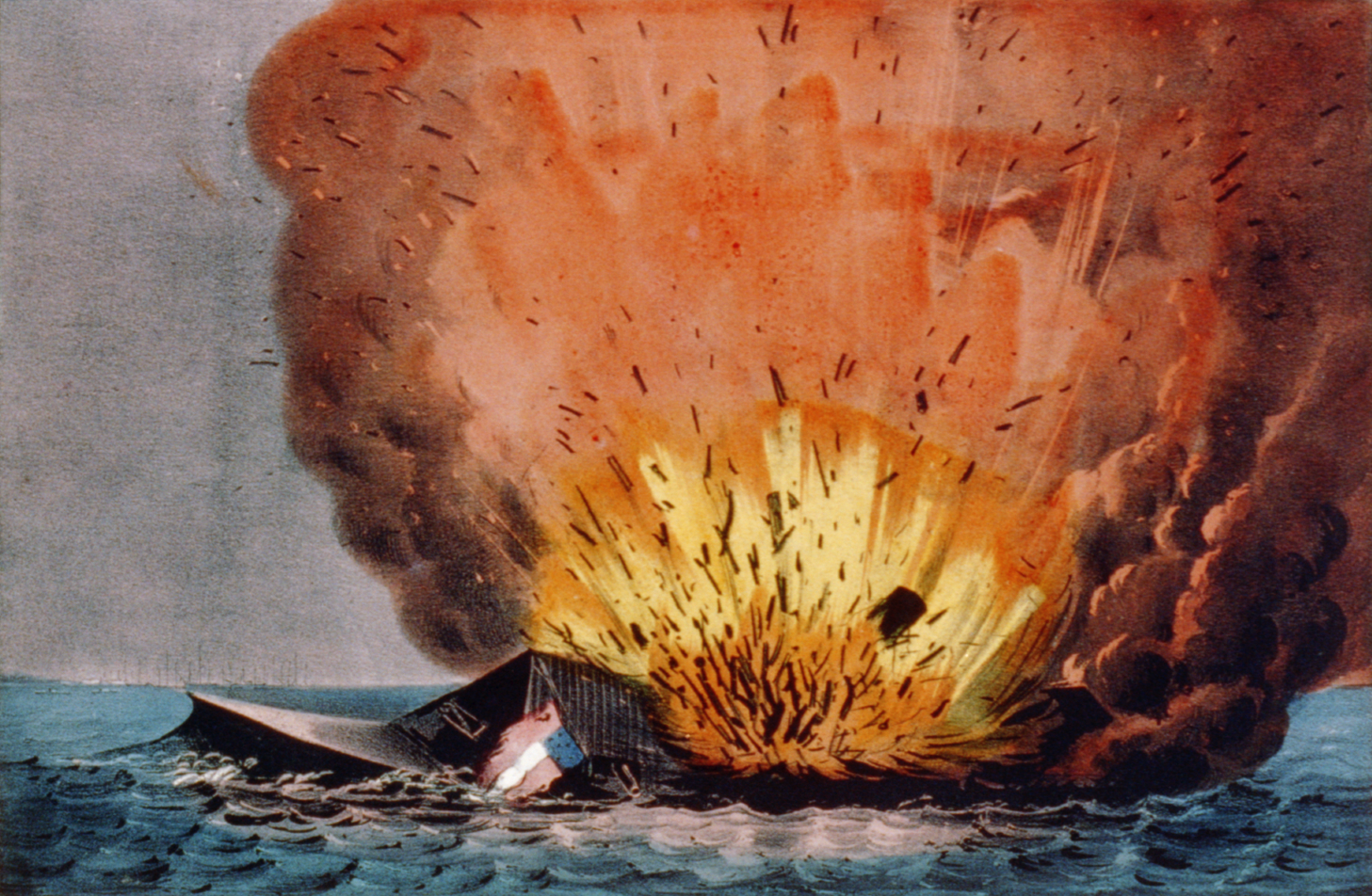
Взрыв броненосца «Вирджиния»

9 мая было выбрано место для десантирования, и 10 мая в 07:00 генерал Вул с отрядом в 6000 человек высадился около Норфолка. Город был взят без единого выстрела.
Сдача Норфолка и уничтожение его верфей оставляли без базы броненосец «Вирджиния». Той же ночью адмирал Тэтналл при помощи команды постарался облегчить броненосец так, чтобы он смог пройти мели реки Джеймс. Ему удалось уменьшить осадку корабля на три фута. Однако этого оказалось недостаточно и было принято решение взорвать корабль. Рано утром 11 мая он был подорван у острова Крэни-Айленд. Снятые с корабля орудия были использованы для береговой обороны реки Джеймс.
Узнав об уничтожении броненосца, Макклеллан записал в дневнике: «(15 мая, 14:30) Я не представляю, как они могут оставить Вирджинию и Ричмонд без боя; так же я не понимаю, почему они оставили и разрушили Норфолк и Мерримак, если только они не задумали оставить всю Вирджинию. Впрочем, эту головоломку мы скоро разгадаем».
Сдача Норфолка и исчезновение «Вирджинии» означало, что теперь федеральный флот может начать выдвижение вверх по реке Джеймс до самого Ричмонда. Единственным препятствием для федерального флота теперь было укрепление Дрюрис-Блафф, известное так же как Форт-Дарлинг. Попытка прорыва федерального флота к Ричмонду в итоге привела к сражению при Дрюрис-Блафф.

### Сражение при Дрюриc-Блафф

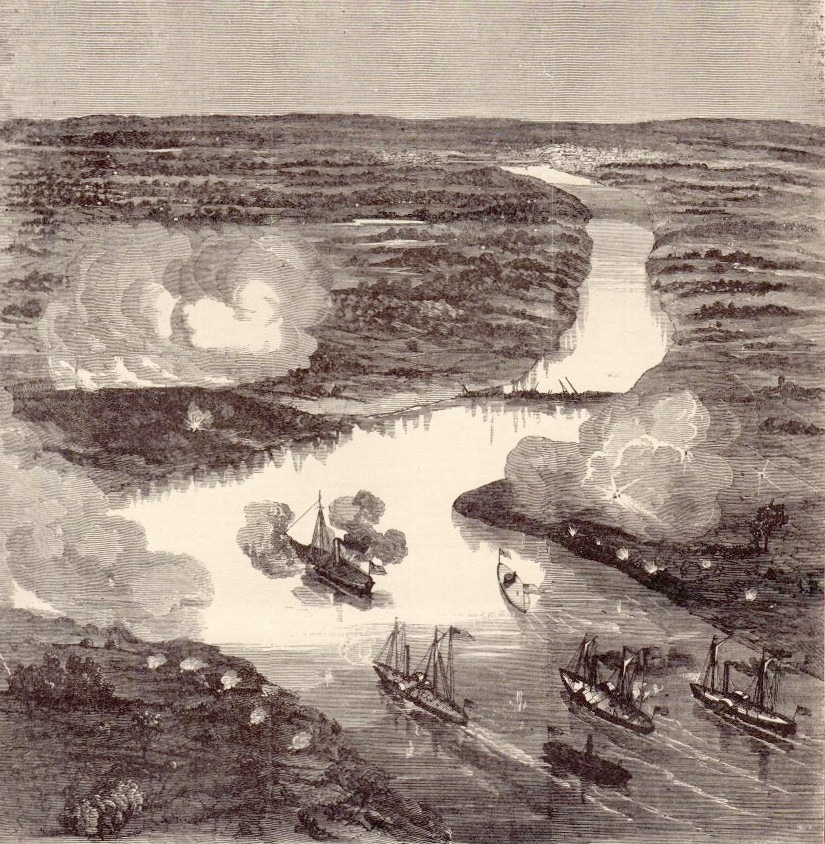
Федеральная флотилия у Дрюрис-Блафф

Норфолк пал 10 мая, а уже 11 мая Макклеллан узнал о подрыве «Вирджинии». Теперь федеральному флоту более ничего не угрожало, и у Макклеллана появился шанс прорваться к столице противника без рискованных сухопутных сражений. Он приказал генералу Голдсборо сформировать флотилию и двинуть её на Ричмонд. В своём приказе Макклеллан велел уничтожать все укрепления на пути к Ричмонду, подавлять орудия и уничтожать склады, и лишь затем приступать к бомбардировке города. В результате Голдсборо решил выполнять приказ буквально и тратить время на каждое мелкое укрепление, вместо того, чтобы стремительно прорываться к цели. Каждая такая задержка давала южанам немного дополнительного времени на усиление обороны.
Для прорыва к Ричмонду была сформирована флотилия из пяти кораблей. В авангарде шёл новый броненосец USS Galena; экспериментальный броненосец USRC Naugatuck, вооруженный 100-фунтовым орудием Паррота и двумя гаубицами; броненосец USS Monitor, вооруженный двумя орудиями Дальгрена; винтовая канонерка USS Aroostook и колёсная канонерка Port Royal. Командование флотилией осуществлял командор Джон Роджерс.
Утром 15 мая федеральная флотилия подошла к укреплениям южан и в 06:30 открыла огонь. В бою участвовал фактически только броненосец USS Galena; у USRC Naugatuck сразу вышло из строя носовое орудие, деревянные канонерки получили повреждения и отошли, а орудия броненосца USS Monitor не имели достаточного угла возвышения для обстрела форта. USS Galena получил 43 попадания, из них 13 пробили броню. 13 человек было убито и 11 ранено. В 11:30 на броненосце подошли к концу боеприпасы и он отступил. Командор Роджерс признал, что укрепления противника невозможно уничтожить без поддержки сухопутных сил.
Неудача этой операции отчасти объясняется тем, что Макклеллан никак не мог добиться скоординированных действий армии и флота. Наступление федеральной армии вдоль реки Джеймс было бы крайне опасно для Ричмонда, и генерал Ли всерьёз опасался такого развития событий. Линкольн также писал Макклеллану, что стоит воспользоваться преимуществами, которые даёт река Джеймс. Однако Макклеллан предпочёл воспользоваться рекой Йорк и основать базу в Вест-Пойнте, возможно, потому, что это отчасти напоминало ему его первый «план Урбанна». Впоследствии Макклеллан сам признал, что наступление по реке Джеймс имело свои преимущества, но сослался на то, что вмешательство президента создавало ему затруднения.

### 8 — 26 мая; наступление Макклеллана
Когда армия пополнила запасы, Макклеллан продолжил наступление. 8 мая дивизия Смита выступила из Уильямсберга, а 9 мая за ней последовали дивизии Кауча, Кейси и Керни. Дивизия Хукера осталась в городе. Вечером 10 мая Макклеллан разместил штаб в Роперс-Чеч, в 19 милях от Уильямсберга. Здесь армия начала получать припасы через Элтамс-Лендинг. 13 мая армия начала наступать на Уайт-Хауз, однако 14 мая начались сильные дожди. Дороги стали непроходимы — за 15 и 16 мая дивизии смогли продвинуться только на 5 миль. Дожди прекратились только вечером 16 мая.
17 и 18 мая армия стояла в Уайт-Хауз в ожидании, пока дороги просохнут. Макклеллан наводил порядок в дивизиях и занимался рекогносцировками. 18 мая было принято несколько важных решений. Президент поручил Макклеллану сформировать два дополнительных временных корпуса: Пятый и Шестой. В результате этого переформирования Потомакская армия на полуострове приняла следующий вид:
- II Корпус генерала Эдвина Самнера. Дивизии Исраэля Ричардсона и Джона Седжвика.
- III Корпус генерала Самуэля Хейнцельмана. Дивизии: Джозефа Хукера и Филипа Керни.
- IV Корпус генерала Эразмуса Кейеса. Дивизии: Дариуса Кауча и Сайласа Кейси[англ.].
- V корпус генерала Фицджона Портера, дивизии Джорджа Морелла и Джорджа Сайкса.
- VI корпус генерала Уильяма Франклина, дивизии Уильяма Смита и Генри Слокама.

18 мая V и VI корпуса стояли около штаба в Уайт-Хаусе, а остальные — немного юго-восточнее, у Нью-Кента. Вплоть до этого времени Макклеллан наступал вдоль рек Йорк и Памункей, однако после гибели броненосца «Вирджиния» 11 мая у него появилась возможность воспользоваться рекой Джеймс. В результате Макклеллан оказался перед выбором: он мог повернуть на юг, выйти к реке Джеймс у Малверн-Хилл и наступать далее вдоль этой реки под прикрытием флота; или же он мог наступать прямо на Ричмонд, пользуясь железной дорогой Вест-Пойнт — Ричмонд. Макклеллан выбрал второй вариант, и это решение, по его признанию, привело к провалу кампании.
Сам Макклеллан называл свой выбор вынужденным. Ещё 14 мая он послал письмо президенту, где написал, что ожидается крупное сражение, а в его распоряжении всего 80 000 человек против сил, которые он считал вдвое его превосходящими. По этой причине он просил перебросить к нему по воде корпус Макдауэлла. 18 мая пришёл ответ: Линкольн был не против переброски корпуса, но считал, что это проще и быстрее осуществить по земле. Корпус, таким образом, всё время оставался бы между Ричмондом и Вашингтоном. Это решение президента означало, что Потомакская армия должна частично находиться у реки Пеманкей и дожидаться соединения с Макдауэллом. «Это и стало причиной провала кампании» — писал потом Макклеллан.

Приказ вынуждал меня растянуть и открыть свой правый фланг. Поскольку было невозможно выйти к Ричмонду и прикрывающей его армии не переходя Чикахомини, я был вынужден разделить Потомакскую армию на две части, по обеим сторонам реки. Так как приказ Макдауэллу был вскоре отменён, я подвергался большому риску, чем вскоре и воспользовался противник и сорвал планы кампании. Если бы генерал Макдауэлл подошёл ко мне по морю, я мог бы наступать на Ричмонд по реке Джеймс, и тем избежать задержек и потерь, связанных с переправой через Чикахомини, и армия была бы объединена в единое целое, а не разрезана рекой надвое.
Оригинальный текст (англ.)–The order obliged me to extend and expose my right in order to secure the junction. As it was impossible to get at Richmond and the enemy's army covering it without crossing the Chickahominy, I was obliged to divide the Army of the Potomac into two parts, separated by that stream. As the order for Gen. McDowell's advance was soon suspended, I incurred great risk, of which the enemy finally took advantage and frustrated the plan of campaign. Had Gen. McDowell joined me by water I could have approached Richmond by the James, and thus have avoided the delays and losses incurred in bridging the Chickahominy, and could have had the army united in one body instead of being necessarily divided by that stream.
— .McClellan's own story, С. 346
Приняв это важное решение, Макклеллан начал наступление на Ричмонд с севера: 19 мая он перенёс штаб к станции Тэтналл, а 20 мая его передовые части вышли к реке Чикахомини. Они обнаружили, что все мосты через реку разрушены, вода в реке поднялась из-за дождей и по этой причине река стала совершенно непроходимой. Необходимо было восстановить мосты и построить дополнительные. Можно было попробовать выйти к Ричмонду с северо-востока, где местность была удобнее, но Макклеллан не хотел отрываться от своих баз. Дивизия Кейси вышла к реке у Боттомс-Бридж, перешла реку и заняла высоты на южном берегу.
Ремонт мостов отнял некоторое время, а между тем Макклеллан получил неприятное известие. Ещё 22 мая Макдауэлл сообщил, что готов выступить на соединение, но 23 мая Томас Джексон перешёл в наступление в долине Шенандоа, взял Фронт-Ройаль, а 24 мая разбил Бэнкса в сражении при Винчестере. Вечером того же дня Макклеллан получил телеграмму из Вашингтона, из которой узнал, что отправка корпуса Макдауэлла отменяется. Макклеллан считал, что наступление Джексона — всего лишь отвлекающий манёвр, и Макдауэлл также утверждал, что это только диверсия, но Линкольна это не убедило.

### Сражение при Хановер-Кортхаус
26 мая до Макклеллана дошли слухи, что отряд противника численностью 17 000 человек выдвигается к местечку Хановер-Кортхауз, к северу от Механиксвилла. Это означало, что противник угрожает правому флангу армии и создает препятствия на марше Макдауэлла, отправка которого была приостановлена, но ещё не отменена. Кавалерийская разведка оценила отряд противника в 6000 человек, но истинность этой информации была под вопросом. Макклеллан приказал корпусу Фицджона Портера ликвидировать эту угрозу.
27 мая в 04:00 Портер приступил к выполнению задания силами дивизии Джорджа Морелла и бригады Уоррена из дивизии Сайкса. Этот отряд был усилен бригадой Уильяма Эмори. Общая численность отряда составила 12 000 человек. Отрядом Конфедерации в Хановер-Кортхауз командовал Лоуренс О’Брайан Брэнч, в распоряжении которого имелось всего 4000 человек. Бригада Брэнча была переброшена из Гордонсвилла для охраны железной дороги и теперь стояла у Слэш-Чеч в 4 километрах от Хановер-Кортхауз. Ещё одна бригада стояла в 10 милях севернее Хановерского перекрестка.
В полдень 27 мая передовые части Портера вступили в перестрелку с противником у Пикс-Кроссинг, затем подошли основные силы федерального отряда и южан отбросили к Хановер-Кортхауз. Портер начал преследование всеми силами своего отряда, оставив три полка охранять Нью-Бридж. Его тыл оказался открыт для удара, и Брэнч, который недооценил силы противника, решил атаковать. Ему удалось разбить бригаду Мартиндейла, но в итоге атака была отбита. Портер перешёл в контратаку, и южане были вынуждены отступать через Пикс-Кроссинг на Эшланд.
Портер потерял у Хановер-Кортхауз 355 или 397 человек, Брэнч потерял 200 человек убитыми и ещё 750 человек было захвачено в плен федеральной кавалерией. Макклеллан назвал этот бой «славной победой над превосходящими силами противника». Федеральный фланг теперь был в безопасности, хотя отряд Брэнча и не предполагал его атаковать. Дорога для наступающего корпуса Макдауэлла была расчищена, но наступление Макдауэлла так и не состоится. Несмотря на успешное сражение, Макдауэлл продолжал опасаться диверсий противника на этом направлении и не рискнул переправлять часть своих сил на южную сторону Чикахомини, и это через несколько дней наведёт Джонстона на мысль атаковать левый фланг федеральной армии.

### Оборона Ричмонда

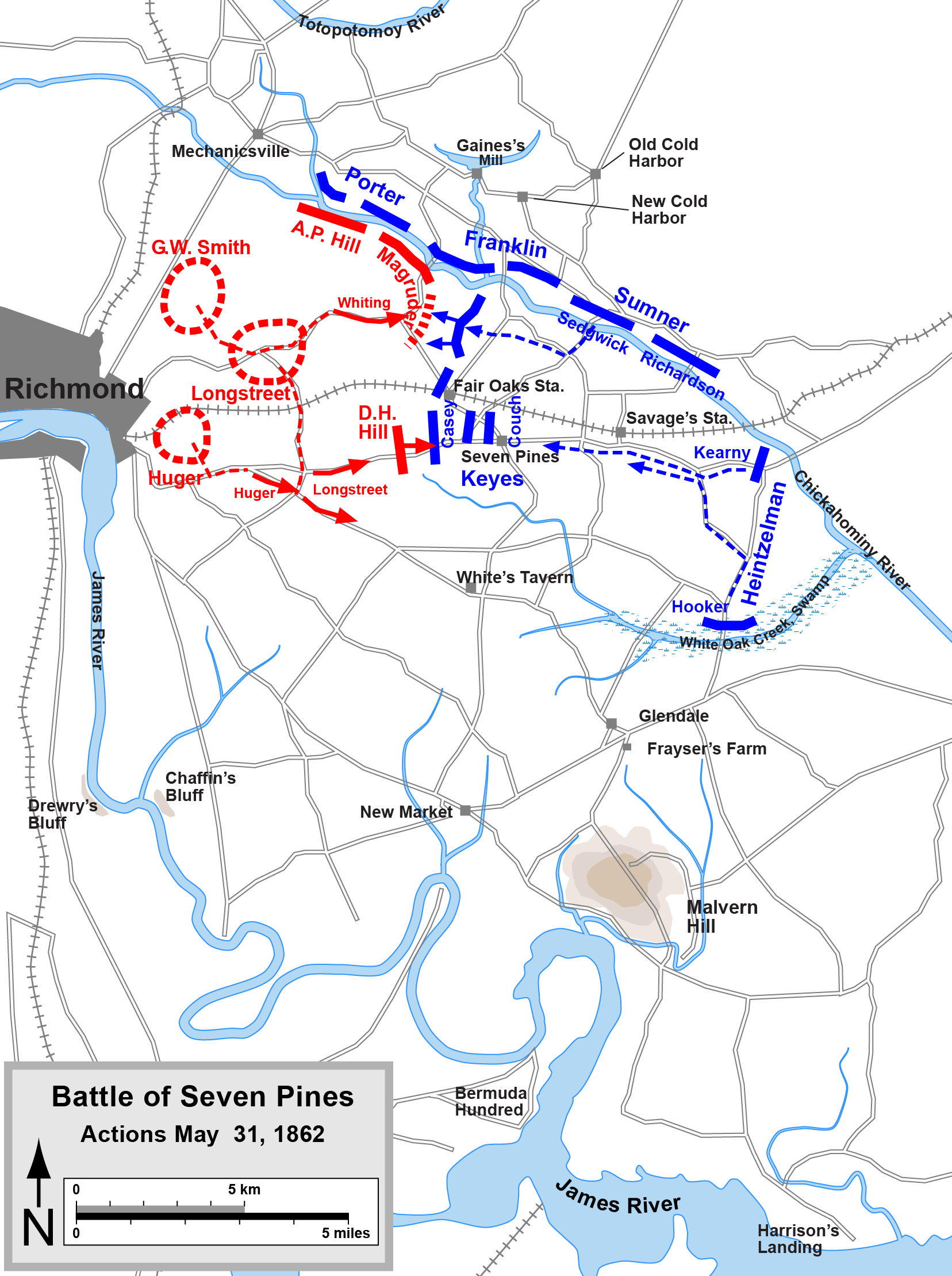
Положение сторон перед сражением при Севен-Пайнс

Пока 20 — 22 мая Макклеллан переходил Чикахомини, Джонстон отвёл свою армию к Ричмонду. Теперь она стояла правым флангом на Чарльз-Сити-Роуд, а левым — у северных окраин Ричмонда. Небольшие отряды Джонстон держал за Чикахомини в Механиксвилле, стараясь прикрыть железную дорогу, соединяющую Ричмонд с долиной Шенандоа. Ничего не говорило о его намерениях дать бой противнику, и он ничего не сообщал президенту о своих планах. 2 мая президент Дэвис и Роберт Ли прибыли в Механиксвилл и застали там хаос. Дэвис решил, что если федеральная дивизия начнёт наступать на этом участке, то сможет с легкостью дойти едва ли не до самого Ричмонда.
24 мая Джонстон встретился с президентом Дэвисом, но все ещё не стал излагать своих планов. В тот же день федералы заняли Мехханиксвилл, и теперь уже ничего не мешало их соединению с корпусом Макдауэлла. Остановить Макдауэлла было нечем, и Джонстон приказал генералу Джозефу Андерсону, бригада которого стояла на рубеже реки Раппаханок, отступать к Ричмонду. «Только одно из трёх могло теперь спасти Ричмонд, — писал Дуглас Фриман, — или чудо, или удачное нападение на Макклеллана до прихода Макдауэлла, или отмена наступления Макдауэлла».
Дэвис был в таком раздражении из-за бездеятельности и скрытности Джонстона, что Ли лично отправился на переговоры, чтобы замять конфликт. Джонстон наконец признался, что готовится атаковать Макклеллана к северу от Чикахомини 29 мая.
26 мая пришло сообщение от Джексона: он писал, что разбил противника у Фронт-Рояля 23 мая и у Винчестера 24 мая. Пока непонятно было, как это повлияет на движение корпуса Макдауэлла, который находился в четырёх днях пути от Ричмонда. В полдень того же дня поступили плохие вести от Андерсона: его пикеты заметили наступление Макдауэлла, которому оставалось пройти 25 миль до соединения с армией Макклеллана. Джонстон предполагал, что после соединения Макклеллан будет иметь армию численностью около 150 000 человек, которой Джонстон мог противопоставить всего 80 000.
Утром 29 мая президент Дэвис и Ли отправились к Механиксвиллу, чтобы посмотреть на обещанное Джонстоном сражение. Сражения не было, однако поступило неожиданное известие: Джеб Стюарт сообщал, что по данным его разведки Макдауэлл остановился 28 мая, а затем повернул назад к Вашингтону. Никто не знал причину это манёвра, но предполагали, что причиной этому послужили успехи Джексона. Ввиду новых обстоятельств генерал Смит предложил изменить план атаки. Фланг Макклеллана севернее Чикахомини был прочно прикрыт рекой Бивирдем-Крик, и без крайней необходимости атаковать эти позиции было рискованно. В результате было решено атаковать Макклеллана южнее Чикахомини и соответственно перегруппировать армию.

### Сражение при Севен-Пайнс

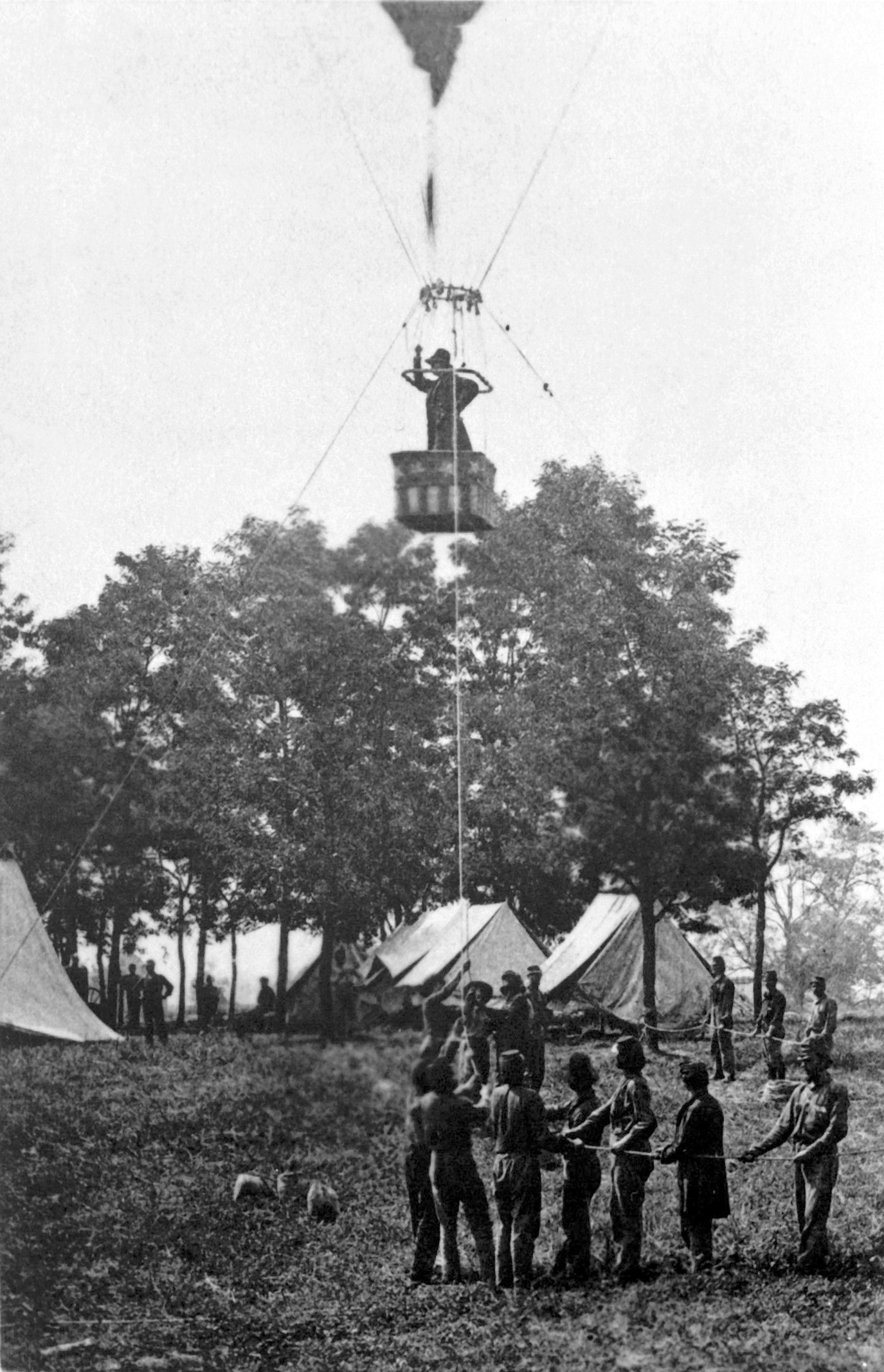
Тадеуш Лоув поднимается на воздушном шаре «Интрепид» для наблюдения за ходом сражения при Севен-Пайнс

По плану Джонстона, две трети его армии (22 пехотные бригады, 51 000 человек) должны атаковать позиции III и IV федеральных корпусов (33 000 чел.). Предполагалось, что Хилл и Магрудер отвлекут внимание противника севернее реки, а Лонгстрит атакует противника южнее реки тремя группировками: четыре бригады Дэниеля Хилла атакуют противника с фронта, шесть бригад Лонгстрита нападут с левого фланга, а три бригады Хьюджера — с правого. Если удастся разгромить IV корпус, то III корпус будет прижат к реке и уничтожен.
Сражение должно было начаться 31 мая в 08:00. План Джонстона был прост, настолько прост, что, по словам Лонгстрита, не верилось, что его можно чем-либо испортить. Однако накладки начались почти сразу. «Не многие сражения идут строго по плану, — писал по этому поводу Стивен Сирс, — но нечасто сражение бывает так далеко от плана, как Севен-Пайнс 31 мая». Армии запоздали с развёртыванием на 5 часов и только к 13:00 вышли на позиции для атаки. Дэниель Хилл атаковал центр федерального корпуса, но Лонгстрит подключился с опозданием, и ввёл в бой только 12 500 из своих 29 500 человек. За два дня сражения южане потеряли 6134 человека против 5031 у федералов, и не добились никаких стратегических результатов.
Главным событием 31 мая стало ранение генерала Джозефа Джонстона. С утра он находился в своём штабе вдалеке от поля боя, но ближе к вечеру решил отправиться к фронту. Он оказался в зоне огня федеральной армии и был ранен пулей в правое плечо, а затем в грудь осколком снаряда. Его эвакуировали в Ричмонд. Командование временно принял генерал Густавус Смит, который растерялся от обрушившейся на его плечи ответственности. Президент Дэвис и генерал Ли присутствовали на поле боя, хотя и не понимали — как и Смит — что же там происходит. Дэвис спросил Смита о его планах, как главнокомандующего. Смит, пребывавший в подавленном состоянии, ответил, что должен узнать положение дивизий Лонгстрита и Хилла, и только тогда сможет что-то ответить. Он не исключал, что придётся отступать к Ричмонду, хотя обещал не делать этого без крайней необходимости. Президент и Ли попрощались с ним и отправились в Ричмонд. По пути Дэвис произнёс слова, которые, по мнению Дугласа Фримана, изменили весь ход войны в Вирджинии: «Генерал Ли, — сказал он, — я назначаю вас командующим этой армией. Приготовьтесь, как только прибудете домой. Я отправлю вам приказ, когда мы будем в Ричмонде».
В сражении при Севен-Пайнс в качестве рядового 4-го вирджинского полка тяжёлой артиллерии участвовал Уокер Бёрфорд Фриман (1843—1935), отец историка Гражданской Войны, Дугласа Фримана. В боях 31 мая он получил несколько ранений.

### Ли принимает командование

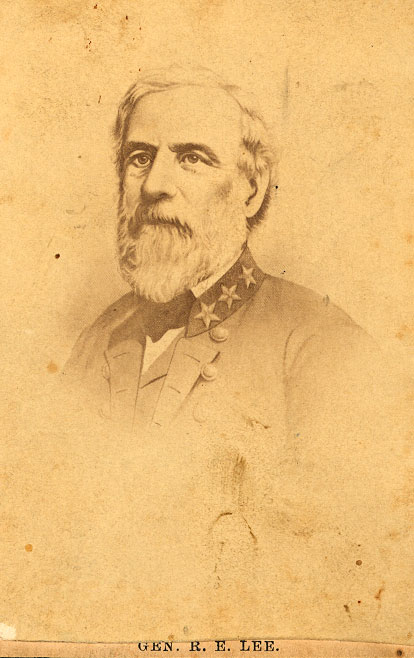
Генерал Роберт Ли в 1862 году

Утром 1 июня Ли получил официальное сообщение о своём назначении командующим армией. Днём он отправился на поле боя. «1 июня 1862 года, 13:00 — тот исторический час в военной истории Соединённых Штатов, когда Ли отправился со своим штабом на поле боя», писал Дуглас Фриман. Ли разместил штаб на Найн-Майл-Роуд, в доме Мэри Дэббс, который находился в полутора милях от Ричмонда. Здесь он издал «Специальный приказ № 22», который стал его первым приказом в должности главнокомандующего. В тексте этого приказа Ли впервые официально употребил название «Северовирджинская армия». Приказ был зачитан в армии, хотя и не вызвал особого энтузиазма. Ли сразу приступил к организации обороны Ричмонда, пользуясь тем, что погода дала ему несколько дней времени: 3 июня шёл дождь, 4 — 6 июня — сильный ливень.
Назначение Ли на Юге восприняли неоднозначно. Джозеф Джонстон сказал, что верит в Ли больше, чем в Джонстона (себя). Президент Дэвис просил Ли держать его в курсе событий (чего не делал Джонстон), и Ли действительно посылал ему подробные отчёты, что вызывало одобрение Дэвиса. Но эту веру в Ли разделяли не все.
Сразу же после принятия командования Ли начал предпринимать решительные шаги по сооружению земляных укреплений на пути к Ричмонду. Он понимал, что город не выдержит обстрела тяжёлой артиллерией, поэтому необходимо атаковать противника, а для этого необходимо обезопасить себя от наступления на второстепенных участках фронта. 3 июня главному инженеру, майору Стивенсу, были поручены работы по строительству укреплений, а 4 июня строительство началось.
Эта мера сразу же вызвала недовольство и насмешки в армии, и Ли получил прозвище «King of spades» («Король Лопат» или «Пиковый король»), которое ранее было дано генералу Магрудеру за рытьё траншей под Йорктауном. Мэри Чеснат отразила в своём знаменитом дневнике охвативший общество пессимизм: «Джонстон тяжело ранен. Ли — Король Лопат. Они снова роют землю. Если мы не сможем усилить армию Джексона, игра будет проиграна. Наши вожди ухитряются лишить энтузиазма всех, кто находится возле них. Все эти отступления и рытьё траншей разрушат моральный дух любой армии. Эти бесконечные отступления убивают храбрые сердца».
«Все наши люди против этих работ, — писал Ли президенту Дэвису, — солдаты, офицеры и пресса. Все насмехаются и противодействуют. По этой-то причине Макклеллан наступал и продолжает наступать. … Нет ничего более военного, чем труд, и ничего не может лучше уберечь жизни солдат этой армии». Он лично инспектировал земляные работы, демонстрировал своё внимание к происходящему и принимал все меры к тому, чтобы люди начали уважать этот вид деятельности.
Большой проблемой оставалась малочисленность армии. Ли решил перебросить из долины Шенандоа две дивизии Джексона, что было рискованно, но, по замечанию Фримана, в этой ситуации риски были неизбежны. Однако даже вместе с дивизиями Джексона у Ли было 85 000 человек против 104 300 у Макклеллана. Ещё до этого, в мае, было решено перебросить на север несколько бригад из Северной Каролины и Джорджии. Джорджианская бригада Лоутона была передана Джексону, а несколько северокаролинских бригад были сведены в дивизию, которую поручили Эмброузу Поуэллу Хиллу.

### Рейд Стюарта

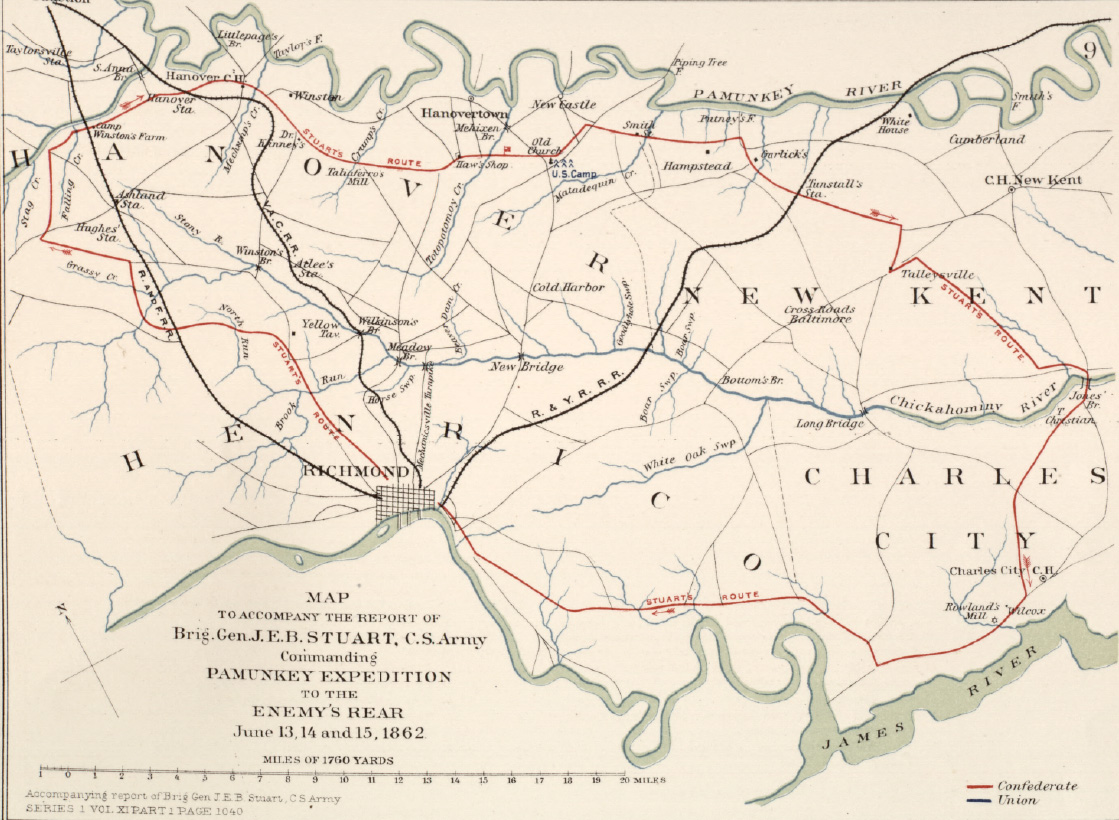
Маршрут рейда Стюарта

10 июня Ли собрал совет, на котором решали, где именно лучше атаковать противника. На совещании присутствовал Стюарт. Ли предложил ему проверить, насколько далеко растянут правый фланг Макклеллана. Так же Ли предложил тщательно исследовать местность, чтобы впоследствии пользоваться этой информацией при планировании сражений. 12 июня в 02:00 Стюарт начал рейд силами 1200 человек. Отряд прошёл 20 миль и встал лагерем около Тэйлорсвилла. Утром 13 июня Стюарт двинулся на Гановер-Кортхаус, атаковал и отбросил федеральные пикеты. Фицхью Ли захватил и разорил лагерь 5-го кавалерийского полка.
Двигаясь дальше на восток, Стюарт прошёл недалеко от федеральной базы в Уайт-Хауз, которую не решился атаковать силами своего маленького отряда. Южане напали на пристань Гарлик, где уничтожили несколько шхун, а потом ушли к местечку Таллейсвилл, встав там на отдых. Утром 14 июня они вышли к реке Чикахомини у Форд-Бридж, перешли реку и, обойдя левый фланг федеральной армии, присоединились к своим утром 15 июня.
Материальные потери от рейда были незначительны, поэтому Макклеллан не придал ему особого значения. Однако Ли тщательно изучил рапорт Стюарта. Стюарт писал, что дороги в тылу федеральной армии плохи, и это означало, что наступление Макклеллана будет медленным. Затем Стюарт писал, что противник получает припасы поездами из Уайт-Хауз и нет никаких признаков перемещения базы на реку Джеймс. Это значило, что атакой на правый федеральный фланг можно перерезать коммуникации Потомакской армии. Но главное — Стюарт обнаружил, что на высотах за рекой Бивер-Дам-Крик нет ни одного федерального солдата. Не было ничего, что могло бы задержать Джексона на его пути во фланг Потомакской армии. «Эта информация окупила все риски рейда Стюарта», писал Дуглас Фриман.
Получив рапорт Стюарта, Ли сразу же велел Джексону идти на соединение с основной армией. 18 июня Джексон начал марш, и его армия прошла 130 миль до Ричмонда отчасти пешком, отчасти при помощи железнодорожного транспорта. 23 июня в 15:00 Джексон явился в штаб генерала Ли, куда вскоре прибыли Дэниель Хилл, Лонгстрит и Эмброуз Хилл. Здесь он и изложил им свой план нападения на корпус Портера, стоящий на северной стороне реки Чикахомини. Джексон должен напасть на правый фланг Портера, Эмброуз Хилл — перейти Чикахомини и атаковать Портера с фронта, а Лонгстрит и Дэниель Хилл следовать за ним вторым эшелоном. Отряд генерала Холмса составлял резерв. Начало атаки было назначено на 26 июня, на 3 часа утра.

### Соотношение сил 25 июня
Вопрос соотношения сил к 25 июня (на начало Семидневной Битвы) вызывал споры уже в те самые дни. Подсчеты разведки Алана Пинкертона многим казались неубедительными. Сторонники Макклеллана утверждали, что противник превосходил его численно, а южане утверждали противоположное. Численность федеральной армии установить относительно несложно — имеются подсчёты от 20 мая, согласно которым Макклеллан имел 114 691 человека полностью готовых к боевой службе. Из этой суммы следует вычесть инженеров, тыловые службы, штабных и тех, кто выбыл из строя до 25 мая. По подсчётам Брайана Бёртона, Макклеллан имел 20 мая на поле боя под Ричмондом 98 355 человек, а 25 мая — 88 870 человек.
Сложнее подсчитать численность Северовирджинской армии. Существуют различные оценки (около шести), которые называют суммы от 80 000 до 92 574. Согласно анализу Бёртона, в распоряжении Роберта Ли было 89 772 человек. «В целом, уверенно можно утверждать, что армии были примерно равны по силам. Я считаю, что, с учетом команды Холмса, Ли превосходил Макклеллана примерно на 1000 человек. Разница не так велика, как хотелось бы думать некоторым энтузиастам».

### Сражение при Оак-Гроув и отступление Макклеллана
Пока Ли готовил наступление севернее Чикахомини, Макклеллан готовился наступать к югу от реки. Он решил атаковать Оак-Гроув, лесистую местность, через которую проходила Уильямсбергская дорога. Овладение этой позицией позволяло начать наступление на Олд-Таверн, высоту, с которой можно было начать бомбардировку Ричмонда осадными орудиями. Сражение при Оак-Гроув считается первым в серии сражений, объединённых названием «Семидневная битва».
25 июня в 08:30 Джозеф Хукер отправил две бригады вперёд по лесистой, заболоченной местности и началось сражение, которое представляло собой серию атак и контратак, которые продолжались до заката. Происходящее больше напоминало перестрелку, чем настоящее сражение: федералы потеряли 626 человек и продвинулись вперёд всего на 550 метров. Дивизия Хьюджера, оборонявшая Оак-Гроув, потеряла 441 человека.
Пока шло сражение, Макклеллан получал сообщения о подкреплениях, регулярно поступающих противнику. В основном это была имитация подкреплений, организованная Джоном Магрудером, однако в тот же день Алан Пинкертон оценил численность войск противника в 180 000 человек. «Эти донесения повергли Макклеллана в панику и не только расстроили все его наступательные намерения, но и заставили его поверить в неизбежность неудачи», писал по этому поводу историк Дугерти, считающий происходящее главной причиной дальнейших действий Макклеллана. 25 мая Макклеллан кардинально меняет свои планы: он решает оставить позиции на Чикахомини и отойти на юг, к реке Йорк.
По мнению историка Брайана Бёртона, это решение было принято только днём 26 мая, когда поступили известия о появлении армии Джексона. В тот же день в 12:00 Макклеллан отправил в Вашингтон телеграмму:

Я только что узнал, что наши кавалерийские пикеты атакованы на левом берегу Чикахомини. Это, вероятно, авангарды Джексона. Если это правда, вы не услышите ничего обо мне в ближайшие дни, поскольку мои коммуникации будут, вероятно, перерезаны. Положение непростое, но я предприму всё возможное чтобы переиграть и разбить противника. Не верьте новостям о разгроме, и не беспокойтесь, если услышите, что мои коммуникации перерезаны или даже что Йорктаун захвачен противником.
Оригинальный текст (англ.)–I have just heard that our advanced cavalry pickets on the left bank of Chickahominy are being driven in. It is probably Jackson's advanced guard. If this be true you may not hear from me for some days, as my communications will probably be cut off. The case is perhaps a difficult one, but I shall resort to desperate measures, and will do my best to outmanoeuvre, outwit, and outfight the enemy. Do not believe reports of disaster, and do not be discouraged if you learn that my communications are cut off, and even Yorktown in possession of the enemy.
— McClellan's own story, С. 409
Сам Макклеллан писал, что давно задумывал переместить базу армии на реку Джеймс и ещё 18 июня распорядился перебросить на Джеймс часть припасов. 23 июня квартирмейстер Макклеллана, Стюарт Ван Влит, уведомил адмирала Голдсборо, что через день-два будут отправлены транспорты на Джеймс, и просил прикрыть их боевыми кораблями.
В положении Макклеллана имелось два варианта наступательных действий. Он мог бы удерживать противника на Чикахомини силами корпуса Портера, а основной массой армии совершить рывок на Ричмонд. При этом связь с базами была бы утрачена, но Ричмонд бы несомненно пал; майор Брент из штаба Магрудера писал, что оборона южан на этом участке была бы сломлена с лёгкостью. Макклеллан думал о таком варианте и обсуждал его с генералами, а также в те дни написал жене: «даю слово, что я верю, что победим и противник попадет в ловушку. Я позволю противнику захватить наши коммуникации, и мы добьёмся успеха». Другой возможностью было усилить корпус Портера и дать противнику генеральное сражение севернее Чикахомини. Но Макклеллан не выбрал ни первое, ни второе — главным образом потому, что переоценивал численность противника.

### Наступление Северовирджинской армии

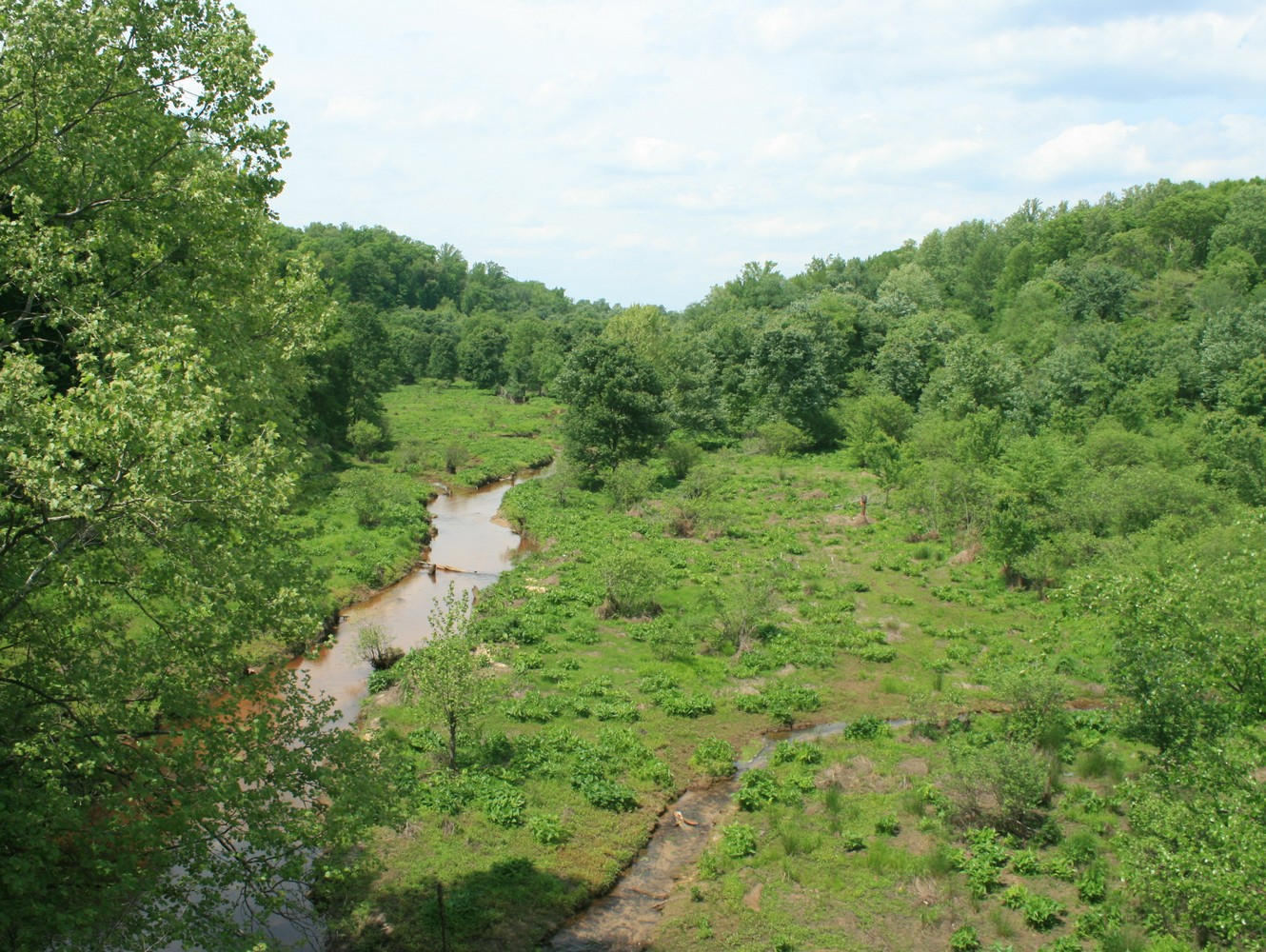
Бивер-Дам-Крик на участке наступления дивизии Хилла (2017)

Наступление Северовирджинской армии должно было начаться 26 июня в 03:00 атакой Джексона. Вечером предыдущего дня Джексон сообщил, что в 02:00 будет на позиции, однако выступил только в 05:00 утра, находясь 18 милях от предписанных позиций. В 09:00 Джексон прибыл в Слэш-Чеч, а в 10:00 отправил сообщение о своём опоздании. Оно было передано генералу Брэнчу, который не переправил его главнокомандующему. Не дождавшись наступления Джексона и не получив от него сообщений, генерал Хилл решил двинуть вперёд свою дивизию, чтобы сражение не оказалось сорвано окончательно. В 15:00 его дивизия начала переходить Чикахомини по Механиксвиллскому мосту — началось так называемое сражение на реке Бивер-Дам-Крик. Хилл выбил пикеты федералов из Механиксвилла, а затем атаковал их позиции на рубеже реки Бивер-Дам-Крик, но был отбит. Дивизия Хилла четыре раза ходила по открытой местности в атаки на укреплённые позиции, но всякий раз безрезультатно. В 21:00 сражение было прекращено. Южане потеряли 1500 убитыми и ранеными, северяне — около 400. Главной проблемой южан было отсутствие координации, из-за чего вместо 58 800 человек в бою участвовали только 11 100.
Макклеллан, который в тот день так и не начал запланированное наступление на Ричмонд, решил начать отвод корпуса Портера. В ночь на 28 июня за Чикахомини были отведены тяжёлые орудия и обозы. По словам Дугерти, «Ли проиграл сражение, но начал выигрывать кампанию».
Макклеллан решил, что отводить корпус Портера за Чикахомиини может быть опасно, поэтому приказал ему отступить от реки Бивер-Дам-Крик немного восточнее и занять там оборону у переправ через реку. Портер должен был удерживать эту позицию, выигрывая время на отвод артиллерии и на подготовку тыловой позиции у реки Джеймс. Отвод корпуса на новую позиции завершился около полудня 27 июня. Там корпус занял оборону: дивизия Морелла на левом фланге, а дивизия Сайкса — на правом. 27 160 человек корпуса Портера занимали исключительно выгодную позицию, усиленную 96 орудиями и ещё несколькими батареями на южном берегу Чикахомини.
Между тем генерал Ли только в 10:30 установил связь с Джексоном и согласовал с ним дальнейшие шаги. Решено было повторить атаку по прежней схеме — Джексон и Дэниель Хилл выходят во фланг противника, а Эмброуз Хилл и Лонгстрит атакуют с фронта. В 14:30 Эмброуз Хилл приказал дивизии наступать. Повторилась история предыдущего дня — Хилл потерял 2154 человек во фронтовых атаках, не добившись ничего, а Джексон снова запаздывал. На помощь Портеру подошла дивизия Слокама, однако Портер оказался в трудном положении и запросил у Макклеллана подкреплений. Макклеллан был не готов к такому развитию событий и не знал, как отреагировать. В итоге он отправил Портеру две бригады. Между тем на поле боя пришли дивизии Джексона, и теперь Ли имел 32 100 человек против 34 000 у Портера. Началась последняя, плохо скоординированная атака южан, и в итоге «Техасская бригада» Худа сумела прорвать оборону Портера. Федералы отступили к переправам под прикрытием темноты.
Это сражение, известное, как сражение при Геинс-Милл, стало крупнейшим и самым кровавым сражением не только Семидневной битвы, но и всей кампании. С обеих сторон в нём участвовало 96 100 человек. Портер потерял 6837 человек (и 22 орудия), Ли — 7993.
Сражение и потери произвели тяжёлое впечатление на Макклеллана. Вечером он собрал генералов и объявил им, что сворачивает кампанию и отступает к реке Йорк. Он также отправил военному министру телеграмму, в конце которой написал: «Если я спасу эту армию, то прямо говорю — я не скажу спасибо ни вам, ни кому другому в Вашингтоне. Вы сделали всё, чтобы угробить эту армию». Эти слова настолько потрясли начальника почтовой службы, что он передал телеграмму министру без этого финального абзаца. Историк Бёртон называет это письмо самым позорным (infamous) за всю войну, написанным явно в состоянии депрессии. Он считает, что Макклеллан пошёл на явное нарушение субординации, уже не надеясь, что останется командующим армией.

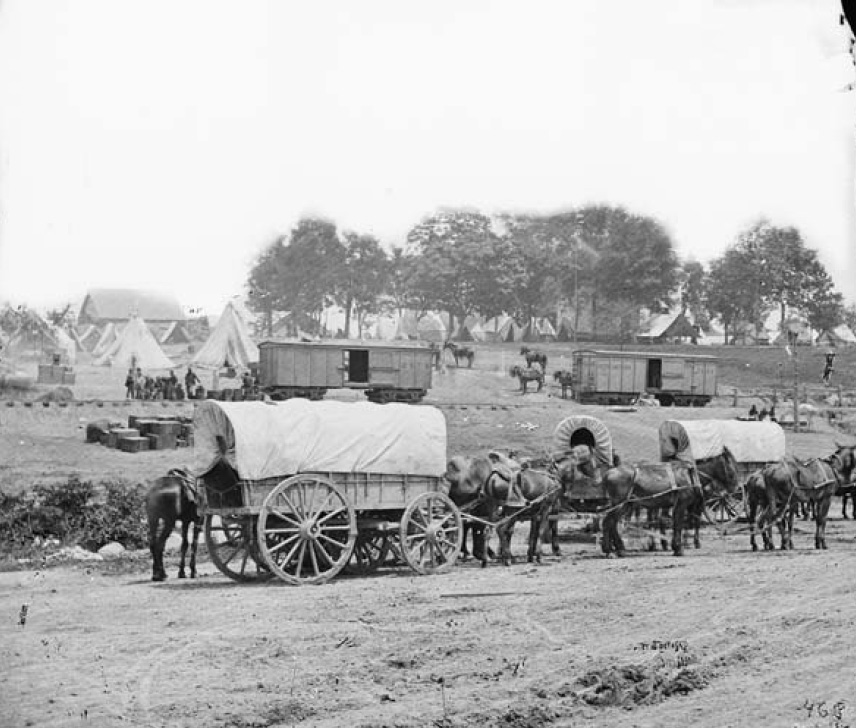
Штаб генерала Макклеллана у Саваж-Стейшен

28 июня стало редким днём затишья. Макклеллан отводил последние части за Чикахомини, а Ли не мог его преследовать, чтобы не попасть под обстрел батарей с южного берега. Ему нужно было понять планы противника, и он послал кавалерию Стюарта к Уайт-Хауз, чтобы узнать, что там происходит. Стюарт обнаружил, что Уайт-Хауз оставлен федеральной армией, а припасы сожжены. Это значило, что Макклеллан оставил свою базу и отступает к реке Джеймс. В этой ситуации Ли организовал преследование по нескольким направлениям: дивизия Магрудера должна была продвинуться на восток вдоль южного берега Чикахомини и попробовать связать боем арьергард федеральной армии; дивизия Хьюджера была направлена правее, чтобы перехватить Потомакскую армию у Глендейла; дивизии Джексона с приданной дивизией Д. Хилла должны были пройти южнее, перейти Чикахомини по мосту Грейпвайн-Бридж и также выйти к арьергардам; дивизиям Лонгстрита и Хилла предстояло проделать долгий путь и также выйти к Глендейлу.
Отступление Макклеллана прикрывали корпуса Самнера, Франклина и Хейнцельмана. Макклеллан оставил их без общего руководства, поэтому они действовали каждый по своему усмотрению. В результате Самнер и Хейнцельман отступили по своему решению, и фланг Самнера оказался открыт. В этот момент, в 09:00 29 июня, к позициям Самнера вышла дивизия Магрудера. Магрудер плохо себя чувствовал в тот день: он мало спал, был нездоров и принимал лекарства с содержанием морфия. Он решил, что противник собирается его атаковать, и запросил подкреплений. Ли нехотя отправил ему две бригады из дивизии Хьюджера с оговоркой вернуть их, если не потребуются. Только в 17:00 Магрудер начал вялое наступление. Бригада Кершоу вступила в перестрелку, однако и Магрудер, и Самнер были слишком нерешительны, и сражение при Саваж-Стейшен не дало никаких результатов. Самнер задействовал только 10 полков из 26, а Магрудер из шести бригад только две с половиной. В этом бою федералы потеряли 1038 человек, а южане только 473, но план Ли по перехвату федерального арьергарда сорвался. Джексон снова опоздал — он не смог вовремя переправиться через Чикахомини, поскольку одного моста Грейпвайн-Бридж оказалось недостаточно для быстрой переправки его дивизий.
Не сумев разбить арьергард Потомакской армии, Ли решил поменять планы. Отступая к реке Джеймс, Макклеллан неизбежно должен был перейти болото Уайт-Оак-Свемп и миновать местечко Глендейл. По плану Ли, 44 800 человек должны были атаковать отступающую федеральную армию у Глендейла, а 25 300 человек Джексона — удерживать боем арьергарды у болот Уайт-Оак-Свемп. Ли рассчитывал задействовать все свои силы, кроме дивизии Холмса и кавалерии Стюарта. Части Потомакской армии были растянуты на большое расстояние, и под Глендейлом Ли удалось добиться локального соотношения сил 71 000 к 65 500 в свою пользу. По словам Эдварда Александера, это был едва ли не единственный случай за всю войну, когда южане могли одним сражением выиграть войну и добиться независимости.
30 июня началось сражение при Глендейле. Планы генерала Ли опять не удалось реализовать. Ближе всего к Глендейлу находилась дивизия Хьюджера (12 000 человек), которой надо было пройти всего три мили, но Хьюджер наступал так медленно и неуверенно, что так и не вступил в сражение всерьёз. Дивизии Джексона подошли к мосту Уайт-Оак-Бридж, остановились там по необъяснимой причине и оказались практически выключены из боя. Ещё не зная о том, что Хьюджер и Джексон бездействуют, Ли отправил дивизию Магрудера на юг, к Малверн-Хилл, чтобы атаковать передовые дивизии Макклеллана. В результате в атаку у Глендейла пошла только дивизия Лонгстрита при поддержке дивизии Эмброуза Хилла.
В тот день Макклеллан оставил поле боя, отправился на реку Джеймс и разместился на броненосце USS Galena. Он снова не оставил заместителя, поэтому его корпуса отступали по своему усмотрению и часто не знали, что происходит у них на флангах. К началу атаки южан под Глендейлом оказались дивизии Керни и Хукера. В ходе последующего боя каждая сторона потеряла примерно по 3000 человек без всякого результата. Отрезать федеральную армию от реки Джеймс не удалось и она благополучно отступила к Малверн-Хилл.

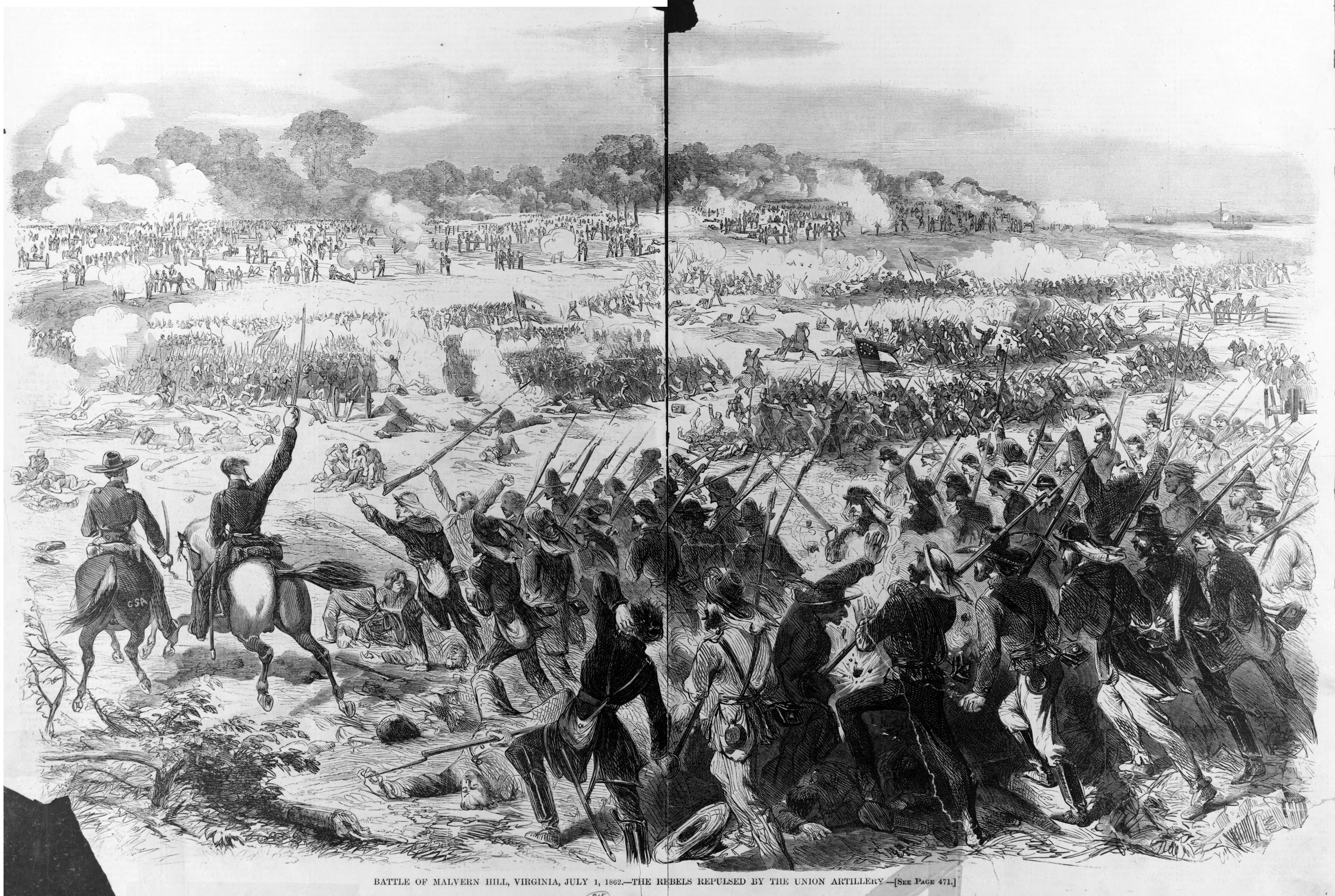
Наступление южан при Малверн-Хилл

Последним сражением Семидневной битвы стало сражение при Малверн-Хилл 1 июля. По плану генерала Ли первой должны были наступать дивизии Джексона, за ней — дивизия Магрудера. Однако, Магрудер перепутал дороги и оказался вдалеке от поля боя, поэтому Джексон вышел к Малверн-Хилл в полном одиночестве. Магрудер подошёл только днём и начал атаку в 17:30. Эта атака оказалась плохо организованной и нескоординированной и была легко отбита. Дэниель Хилл бросил в бой пять своих бригад, но также безрезультатно. Под Малверн-Хилл Северовирджинская армия, впервые действуя как единое целое, потеряла 869 человек убитыми, 4241 ранеными и 540 пропавшими без вести. Федералы потеряли вдвое меньше: 314 убитыми, 1875 ранеными и 818 пропавшими без вести.
Успех федеральной армии под Малверн-Хилл по многом объясняется грамотным применением артиллерии. Стивен Ли (шеф артиллерии дивизии Магрудера) вспоминал огонь федеральной артиллерии при Малверн-Хилл как «самый страшный за всю войну». Херос фон Борке писал, что урон, нанесенный артиллерией, был страшнее, чем когда-либо прежде. Генерал Портер сообщил Макклеллану, что если армия получит припасы, то она сможет и дальше удерживать позицию и даже наступать, но Макклеллан решил продолжать отступление. Он считал, что истощение боеприпасов и продовольствия требует немедленного отступления к базам на побережье.
Сражение при Малверн-Хилл стало последним сражением кампании на полуострове. У южан был шанс 30 июня захватить высоты Эвелинтон-Хайс, которые доминировали над районом концентрации федеральной армии у Харрисон-Лендинг и которые не были заняты противником — что обнаружила разведка Джона Пелхама — но из-за неосторожности Стюарта федералы успели занять эти высоты. Ли решил прекратить боевые действия ввиду их бессмысленности. «Главным препятствием для наших операций являются вражеские корабли, которые прикрывают подходы к армии, и даже если мы опрокинем противника с фронта, мы не получим никаких выгод от такой победы и подвергнем своих людей риску тяжёлых потерь», писал Ли президенту.

## Итоги и оценки
Отведя армию к Харрисон-Лендинг, Макклеллан надеялся дать ей несколько дней отдыха и возобновить наступление. Теперь он был на том самом удобном пути к Ричмонду, о котором мечтал — по его словам — ещё 18 мая. Он мог наступать прямо на Ричмонд или перейти Джеймс и атаковать город Петерсберг. Он начал длинную переписку с президентом касательно подкреплений, но не получил их. В первые дни августа генерал Хукер совершил рейд в сторону Малверн-Хилл и отбросил небольшой отряд противника. Макклеллан задумался над тем, чтобы превратить этот манёвр в наступление, но в те же дни получил по телеграфу приказ от Халлека: «Вашингтон, 3 августа, 19:45. … решено отвести вашу армию с полуострова в Аквила-Крик. Примите все меры для выполнения этого, прикрыв отступление как можно лучше».
Первым был отправлен корпус Портера, который прошёл через Уильямсберг в форт-Монро и 20 августа погрузился на корабли. Вслед за ним были переправлены остальные корпуса. Сам Макклеллан отбыл 23 августа.
Потери Северовирджинской армии были велики. Всего выбыло из строя, по оценкам Дугласа Фримана, 29 600 человек (27 500 убито и ранено, 2100 пропало без вести и попало в плен). Две трети этих потерь пришлись на Семидневную битву. Из 85 000 человек, с которыми Ли начал наступление 26 июня, было убито 3286 человек, ранено 15 909, пропало без вести 946 (итого 20 141). Половина раненых должна была или умереть, или навсегда выбыть из строя, итого 11 000 человек были потеряны безвозвратно. Численность многих бригад сократилась наполовину, например, в бригаде Рипли от 2366 человек осталось 45 офицеров и 846 рядовых.
Брайан Бёртон приводит более низкие оценки: 3478 убитых, 16 261 раненых, 875 пропавших без вести, итого 20 614.
Потери Потомакской армии, по Бёртону, составили 1734 убитыми, 8062 ранеными, 6053 пропавшими без вести, всего 15 849. Основные потери пропавшими без вести (пленными) армия понесла при Гейнс-Милл, где попали в плен полностью два полка, и при Саваж-Стейшен.

### Оценки Макклеллана
Историк Клиффорд Даудей писал, что стратегический план Макклеллана был безупречен. Это был впечатляющий план, который едва не привёл к успеху, и кто знает, что бы произошло, если бы он строго следовал этому плану до конца. Однако, писал Даудей, план был сорван странным триумвиратом: Ли, Джексон и Линкольн. Дугерти добавлял, что к этим трём стоило бы прибавить самого Макклеллана.
Макклелан во время кампании действовал очень нерешительно, и, несмотря на то, что кампания на полуострове не привела к большим потерям в армии, эта нерешительность значительно отсрочила окончание войны. Военный историк Стивен Сирс пишет: «Когда он бросил свою армию при Глендейле и Малверн-Хилл во время Семидневной битвы, он фактически совершил должностное преступление. Будь Потомакская армия уничтожена в одном из этих сражений (а при Глендейле это было вполне возможно), его могли бы судить военным трибуналом».
Одна из причин медлительности Макклеллана заключалась в том, что он стремился не столько победить, сколько не быть побеждённым. Джордж Мид, рассуждая о причинах неудачах на полуострове писал, что Макклеллан всё время ждал, что враг нападёт и разрушит его планы. Такой генерал, по словам Мида, никогда не добивается победы, хотя и избегает разгрома. Кевин Дугерти писал, что он думал в основном о том, как бы отступить и избежать разгрома в генеральном сражении. Другой проблемой было отсутствие у Макклеллана гибкости мышления. Он уверенно действовал там, где не бывает неожиданностей, поэтому был хорошим администратором и организатором, но в переменчивой ситуации терялся. Он оказался не готов к отступлению Джонстона от Манассаса или к отступлению Магрудера от Йорктауна и не имел готовых планов на подобные случаи. Кроме того, Макклеллану не удалось добиться правильного взаимодействия со своими генералами и наладить взаимодействие с ВМФ. Он не смог скооперироваться с адмиралом Голдсборо так же успешно, как это сделал генерал Грант с адмиралом Футом при штурме форта Генри. Сам он постоянно отсутствовал на поле боя, доверяя руководство армией корпусным командирам, при этом не создав системы преемственности командования. В результате его корпуса почти всегда действовали сами по себе. Эта проблема отчасти решалась хорошей работой штаба, который кое-в чём превзошёл работу штаба генерала Ли. Например, при Малверн-Хилл именно штаб (в лице генерала Джона Барнарда), определял позиции для армии, хотя эту работу обязан был выполнять главнокомандующий.

### Оценки Ли
Ли смог спасти Ричмонд и заставить противника отступить, однако не сумел полностью разбить Потомакскую армию. Позже он писал: «При обычных обстоятельствах (ordinary circumstances) федеральная армия была бы разгромлена». Историк Рассел Вейли полагал, что под «обычными обстоятельствами» Ли подразумевал профессиональную работу штаба, и Дуглас Фриман так же считал просчёты офицерского состава главной причиной неудачи. Вместе с тем историк Брайан Бёртон (в книге «Необычные обстоятельства») считает ошибки генералов только одним из многочисленных «необычных обстоятельств», называя ещё несколько, например, неудобную местность.

### Военно-морское значение кампании
Хотя кампания на полуострове завершилась в целом неудачей для северян, им удалось добиться важной стратегической цели, отбив у южан Норфолк — единственную хорошо оборудованную военно-морскую базу, контролируемую конфедератами. С потерей Норфолка, южане лишились единственного места, где они могли строить крупные военные корабли. Сильнейший корабль Конфедерации — броненосец CSS Virginia — лишился своей единственной базы и был уничтожен собственным экипажем во избежание захвата. Из всех своих строившихся и ремонтируемых в Норфолке кораблей, южане сумели спасти лишь недостроенный броненосец CSS Richmond, который спешно спустили на воду и тайно эвакуировали вверх по реке Джеймс.
Таким образом, кампания на полуострове критически подорвала способности южан к военно-морскому строительству, лишив их оборудованных доков и верфей. С утратой Нового Орлеана в апреле и Норфолка в мае 1862, южане окончательно потеряли возможность угрожать превосходству флота северян в море.

### Проблемы санитарного обеспечения

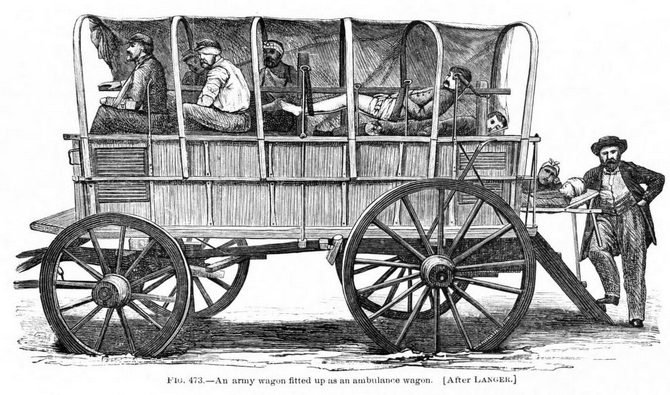
Армейская санитарная повозка

В ходе кампании обе стороны столкнулись с серьёзными медицинскими проблемами. В Потомакской армии заболевшие появились ещё до начала кампании, а в ходе неё от болезней постоянно страдало 20 % всей армии. С апреля по август госпитали зафиксировали 124 027 случая заболеваний, из них 48 912 — диарея или дизентерия, 7715 — малярия и 2805 — тиф. Было зафиксировано 1940 смертей от болезней (из них 279 — от тифа), однако эта статистика не учитывает тех, кто умер уже после возвращения с полуострова. Дизентерией несколько раз болел сам генерал Макклеллан.
Проблемы объяснялись плохим снабжением продовольствием, едой и медикаментами. Из-за нехватки питьевой воды солдатам ещё до отправки на полуостров пришлось пить воду из Потомака, отчего многие заразились дизентерией. Все эти проблемы можно было бы решить силами санитаров, но главный медик армии, Чарльз Трайплер, не смог справиться с таким большим количеством пострадавших. Он создал несколько крупных госпиталей в форте Монро, Йорктауне и Уайт-Хайз-Лэндинг, но они перестали справляться с потоком раненых уже после сражения при Уильямсберге. Пострадавших пришлось отправлять в госпитали Вашингтона, Джорджтауна, Александрии, Балтимора, Аннаполиса, Филадельфии, Бостона и Нью-Йорка. Людей перевозили на транспортах, не приспособленных для транспортировки раненых и больных.
4 июля главного медика Трайплера сменил Джонатан Леттерман, который сразу же обнаружил в армии сильнейшую эпидемию цинги и срочно начал налаживать снабжение армии фруктами и овощами. Он же дал Макклеллану несколько рекомендаций по лагерной гигиене, которые были претворены в жизнь. Леттерман так же начал реорганизовывать систему санитарного обеспечения и работать над созданием отдельного санитарного корпуса.
Армия Конфедерации столкнулась с теми же погодно-климатическими условиями, однако южан был ряд преимуществ, в первую очередь — близость Ричмонда. Город был переполнен беженцами и солдатами, но его жители постарались как-то наладить уход за своими и чужими ранеными. Государственные госпитали не справлялись с потоком раненых, которых было 5000 только после Севен-Пайнс и 16 000 после Семидневной битвы, поэтому дополнительные госпитали были созданы в общественных зданиях и в некоторых частных домах. В сентябре 1862 года в Ричмонде работало 50 госпиталей. В плане санитарного обеспечения кампания на полуострове была самый трудной — ввиду непредвиденно большого потока пострадавших и недостатка санитарных средств.

### Международная реакция
Сражения на полуострове оказали очень сильное воздействие на международное мнение: очень многие в Европе стали симпатизировать Югу, а пресса в Англии и Франции требовала вмешательства. Сражения показали, что Север не сможет быстро уничтожить Юг, и возникло даже мнение, что народ Юга своими победами утвердил себя как нация и доказал своё право на существование. Во Франции стремления к вмешательству были очень сильны, и Наполеон III, не решаясь вмешиваться в одиночку, запрашивал мнения Англии, но Англия не поддержала его. Россия была на стороне Севера, и это осложняло совместное англо-франко-русское вмешательство.
Англия колебалась, хотя именно в это время она была наиболее всего близка к согласию на посредничество в конфликте Севера и Юга. Томас Дадли, консул в Ливерпуле, докладывал, что вероятность интервенции достигла своего максимума, а Чарльз Адамс, посол в Лондоне, предлагал Линкольну как можно скорее увязать вопрос войны с темой рабства, чтобы удержать от вмешательства Англию, не одобрявшую рабства.
Но Англия не решилась на вмешательство. Премьер-министр Пальмерстон и военный министр Джон Рассел полагали, что вмешательство предполагает поддержку Юга, а к такой войне Англия не была готова. Парламент требовал вмешательства, но в августе Пальмерстон сумел склонить его к своей точке зрения.